# 22. Februar
Der 22. Februar ist der 53. Tag des gregorianischen Kalenders, somit bleiben 312 Tage (in Schaltjahren 313 Tage) bis zum Jahresende.

## Ereignisse

### Politik und Weltgeschehen
- 0794: In einer Urkunde über die Synode von Frankfurt wird Frankfurt am Main erstmals erwähnt.
- 0896: Papst Formosus krönt in Rom Arnolf von Kärnten zum römisch-deutschen Kaiser. Papst Johannes IX. erklärt zwei Jahre später die Krönung Arnolfs für nichtig, weil Papst Stephan VI. nach dessen Tod alle Amtshandlungen von Formosus auf der Leichensynode für nichtig erklärt hat.

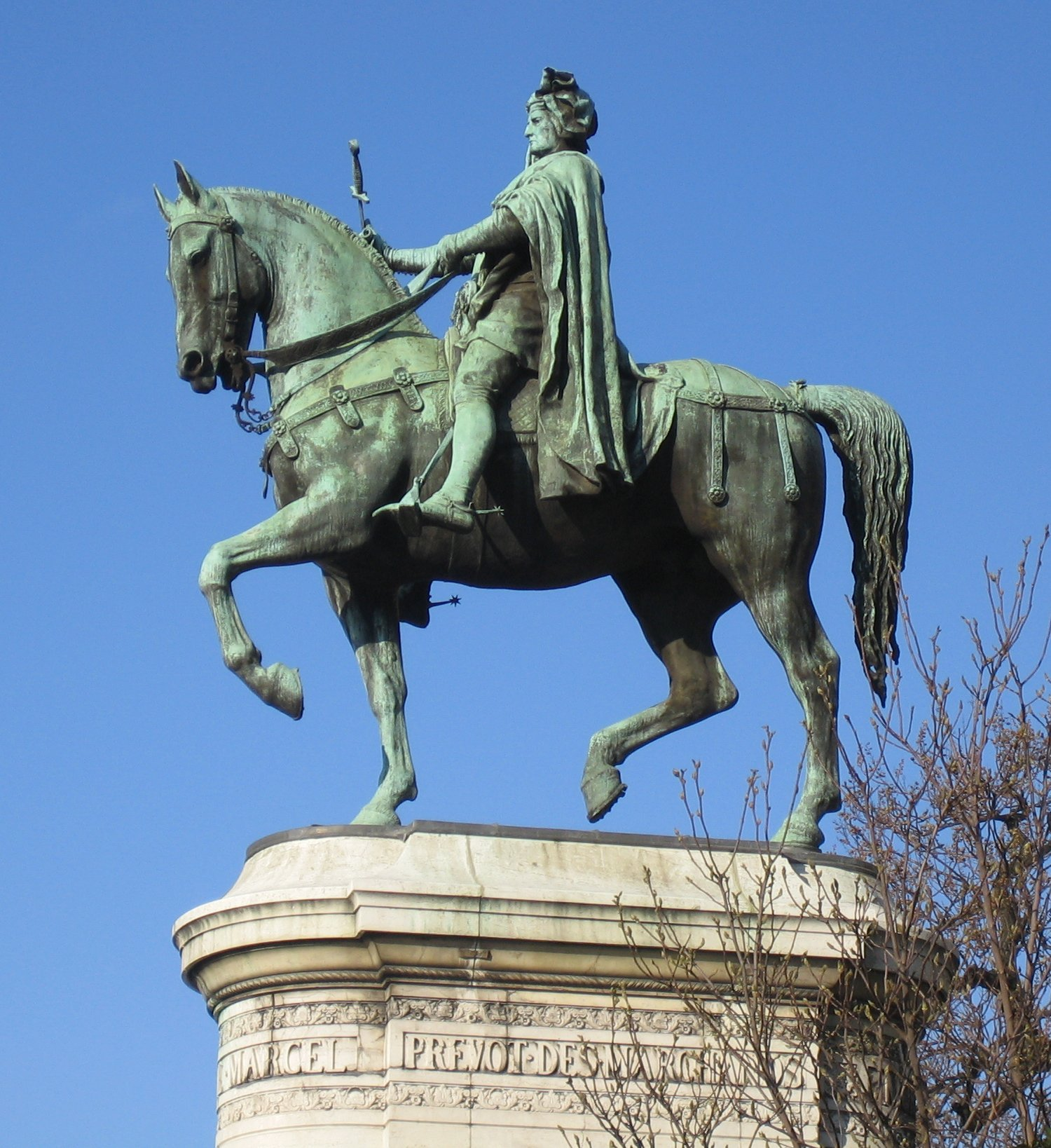
1358: Étienne Marcel

- 1358: Aufgebrachte Kaufleute, die von den Wirren des Hundertjährigen Krieges besonders schwer getroffen sind, dringen unter der Führung des Tuchhändlers Étienne Marcel in den Pariser Palast ein und ermorden vor den Augen des Dauphin die Marschälle der Champagne und der Normandie.
- 1371: Nach dem Tod Davids II. wird der Truchsess Robert Stewart König von Schottland. Er begründet das Herrschergeschlecht der Stewart.
- 1461: In den Rosenkriegen siegt Margarete von Anjou mit Truppen des Hauses Lancaster in der Zweiten Schlacht von St Albans und befreit dabei ihren Gemahl, König Heinrich VI., aus der Gefangenschaft der Yorkisten.

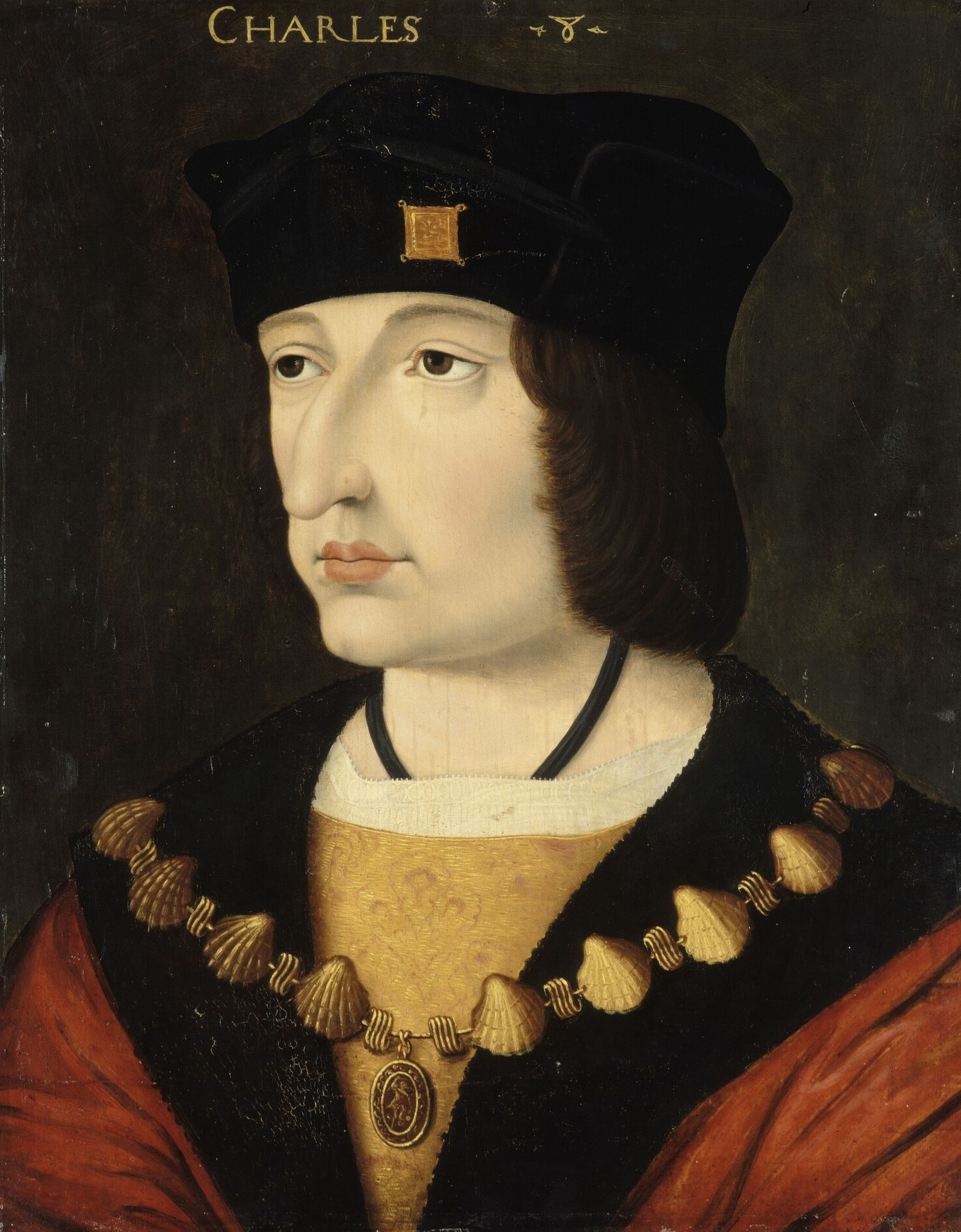
1494: Karl VIII. von Frankreich

- 1495: Die Truppen des französischen Königs Karl VIII. erobern im ersten italienischen Krieg wenige Wochen nach der Einnahme Roms auch Neapel. Das führt am 31. März zur Gründung der Liga von Venedig zwischen Papst Alexander VI. und mehreren italienischen Kleinstaaten.
- 1628: Kaiser Ferdinand II. verleiht Kurfürst Maximilian I. von Bayern das Recht, seine Kurwürde zu vererben.

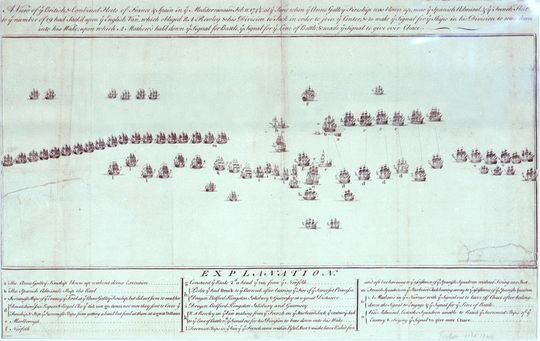
1744: Seeschlacht bei Toulon, Überblick

- 1744: Im Österreichischen Erbfolgekrieg kommt es zur Seeschlacht bei Toulon. Die britische Mittelmeerflotte und die Flotte der Verbündeten Frankreich und Spanien trennen sich nach heftigem Kampf ohne klaren Sieger.
- 1787: Der von Charles Alexandre de Calonne, dem Generalkontrolleur der Finanzen des französischen Staates, vorgelegte Plan, dem Adel die Pensionen zu kürzen und ihn an den Steuern zu beteiligen, um den drohenden Staatsbankrott abzuwenden, wird auf der von Ludwig XVI. einberufenen Notabelnversammlung abgelehnt.

1797: Lage Fishguards in Wales

- 1797: Beim Ort Fishguard in Wales findet während des Ersten Koalitionskriegs die bislang letzte Invasion in Großbritannien statt. 1.400 auf vier Kriegsschiffen angelangte französische Soldaten laben sich an erbeutetem Alkohol und werden dadurch kampfunfähig.

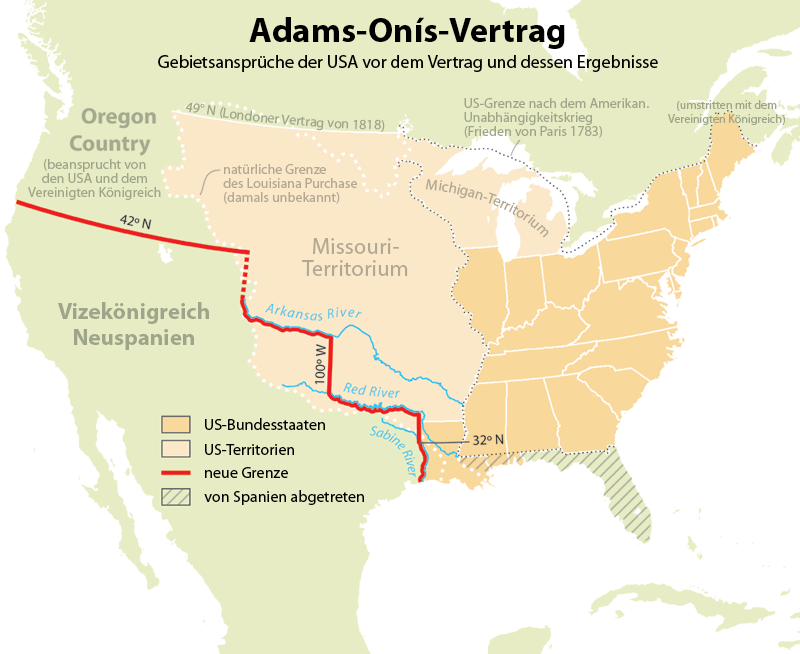
1819: Grenzziehung des Adams-Onís-Vertrags

- 1805: Im Zweiten Marathenkrieg endet die Belagerung von Bharatpur mit einem Sieg der Britischen Ostindien-Kompanie.
- 1819: Mit dem von den beiden Außenministern John Quincy Adams und Luis de Onís ausgehandelten Adams-Onís-Vertrag wird die Grenze zwischen dem Vizekönigreich Neuspanien und den Vereinigten Staaten neu festgelegt; Spanien verkauft unter anderem seine Kolonien Ost- und Westflorida für 5 Millionen Dollar an die USA. Diese verzichten im Gegenzug auf Ansprüche in Texas westlich des Sabine River.
- 1828: Russland unter Zar Nikolaus I. erhält nach dem Krieg gegen Persien unter dem Kadscharenherrscher Fath Ali Schah im Frieden von Turkmantschai Landgewinne im Kaukasusgebiet.
- 1845: Die Britische Ostindien-Kompanie erwirbt für 1.125.000 Reichstaler alle dänischen Besitzungen in Indien, darunter Tranquebar.
- 1849: Die dänische Aufkündigung des im Vorjahr geschlossenen Waffenstillstands von Malmö lässt den Schleswig-Holsteinischen Krieg wieder aufflammen.
- 1865: Im amerikanischen Sezessionskrieg nehmen Unionstruppen die Hafenstadt Wilmington in North Carolina ein, den letzten Seehafen der Konföderation.
- 1894: Truppen der Partido Liberal de Honduras unter Terencio Sierra erobern Tegucigalpa, die Hauptstadt von Honduras, und verhelfen Policarpo Bonilla zum Präsidentenamt. Der bisherige Präsident Domingo Vásquez von der Partido Conservador flieht nach El Salvador.

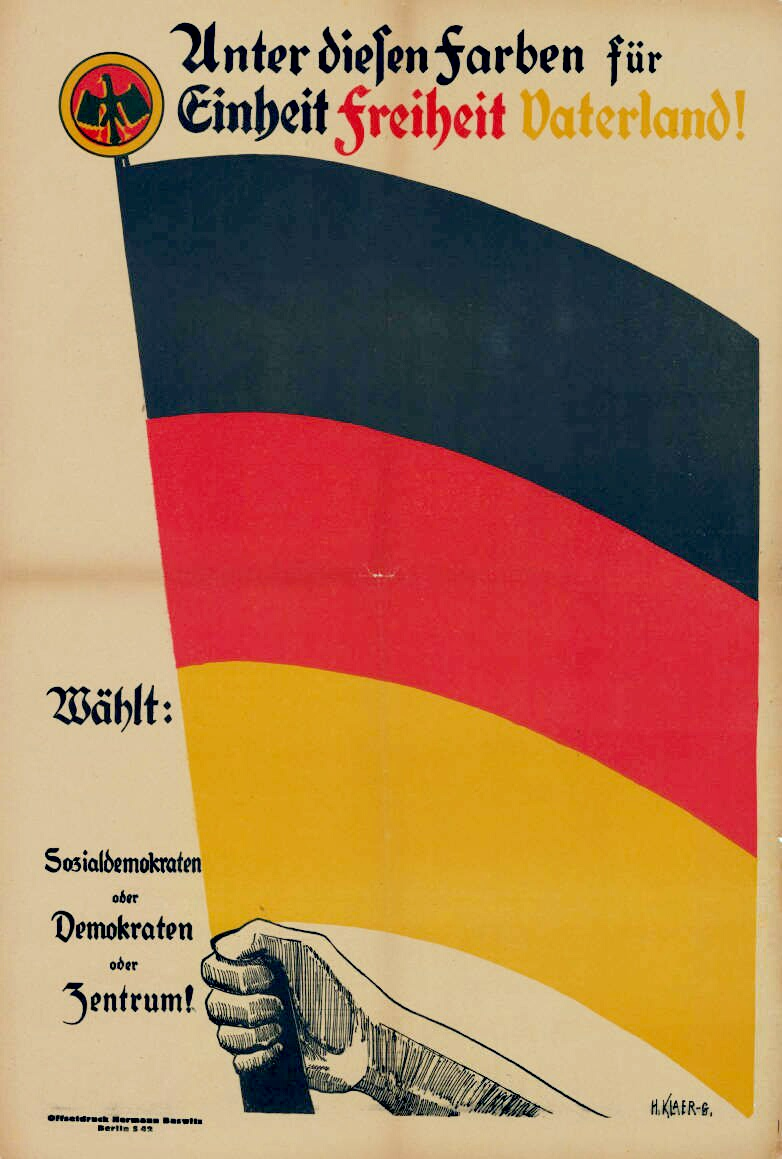
1924: Wahlplakat der Weimarer Koalition

- 1924: Die Parteien der Weimarer Koalition gründen in Magdeburg die Republikschutzorganisation Reichsbanner Schwarz-Rot-Gold. Ihm treten in der Folge über 3,5 Millionen Mitglieder bei.
- 1943: Die Geschwister Hans und Sophie Scholl sowie Christoph Probst von der Widerstandsgruppe Weiße Rose werden vom Volksgerichtshof unter Roland Freisler zum Tode verurteilt und im Gefängnis München-Stadelheim hingerichtet.
- 1944: Die niederländische Stadt Nimwegen wird von amerikanischen Bombern angegriffen. Der etwa 800 Todesopfer fordernde Angriff sollte eigentlich der deutschen Stadt Kleve gelten.
- 1945: Ein alliierter Bombenangriff auf die deutsche Stadt Salzwedel, der vorrangig Bahnanlagen und Industriegebäuden gilt, zerstört den Bahnhofsbereich und fordert etwa 300 Tote.
- 1946: Der US-Gesandte in Moskau, George F. Kennan, legt auf Anfrage im Langen Telegramm dar, weshalb die Sowjetunion kein Bündnispartner für die Vereinigten Staaten sei. Im X-Artikel wird der Telegramminhalt im Folgejahr in der Zeitschrift Foreign Affairs publik und löst Diskussionen zur weiteren US-Außenpolitik aus.

Ergebnis der Nationalratswahl 1953

- 1953: Bei der Nationalratswahl in Österreich wird die SPÖ unter Adolf Schärf stimmenstärkste Partei. Aufgrund der Wahlarithmetik erhält die ÖVP unter Bundeskanzler Leopold Figl jedoch ein Mandat mehr.
- 1967: In Indonesien tritt der auf Lebenszeit gewählte Präsident Sukarno zurück und wird unter Hausarrest gestellt. Die Hintergründe dieses Schrittes bleiben unaufgeklärt. Neuer starker Mann wird General Suharto.
- 1974: Samuel Byck versucht, auf dem Baltimore-Washington International Airport ein Flugzeug zu entführen, um es ins Weiße Haus zu lenken und US-Präsident Richard Nixon zu ermorden. Bei dem Versuch werden ein Flughafenmitarbeiter und ein Pilot getötet, ehe Byck während der Erstürmung der Maschine durch die Polizei Selbstmord begeht.

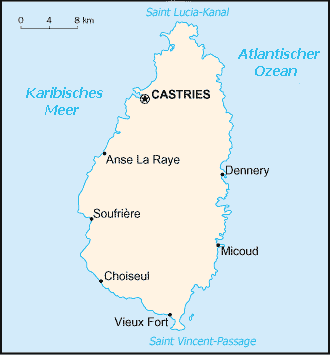
1979: St. Lucia

- 1979: Die Karibikinsel St. Lucia wird im Rahmen des Commonwealth of Nations von Großbritannien unabhängig.
- 1986: Der philippinische Armeechef Fidel Ramos fordert Staatspräsident Ferdinand Marcos nach dessen durch Betrug zustande gekommenen Wahlsieg vom 7. Februar zum Rücktritt auf und leitet damit die Revolution gegen Marcos und die Einsetzung von Corazon Aquino als Präsidentin ein.
- 1996: Frankreichs Staatspräsident Jacques Chirac gibt die Abschaffung der Wehrpflicht ab 1997 bekannt.
- 1999: Über 10.000 Bauern demonstrieren in Brüssel gegen die geplante Agrarreform der EU.
- 2002: Der UNITA-Führer Jonas Savimbi wird in einem Feuergefecht mit angolanischen Regierungstruppen erschossen, was in der Folge zum Ende des seit 1961 dauernden Bürgerkriegs in Angola führt.
- 2006: Der Al-Askari-Schrein im irakischen Samarra, eines der wichtigsten Heiligtümer des schiitischen Islam, wird durch einen Sprengstoffanschlag schwer beschädigt. Wegen der darauf folgenden Ausschreitungen gegen Sunniten boykottieren diese die Gespräche zur Regierungsbildung im Irak.
- 2022: Die Russische Föderation erkennt durch ein Dekret von Präsident Wladimir Putin die Unabhängigkeit der „Volksrepubliken“ Donezk und Lugansk an. Am selben Tag wird das Dekret durch den Föderationsrat einstimmig ratifiziert.

### Wirtschaft
- 1879: Der Kaufmann Winfield Woolworth macht sich selbständig und eröffnet in Utica, New York, seinen ersten Fünf-Cent-Store, der sich jedoch bald als Misserfolg herausstellt. Ein wenige Wochen später eröffneter Zehn-Cent-Store wird zum erfolgreichen Geschäftsmodell.
- 1926: Als erste deutsche Autobank wird in Berlin unter der Firma Ford Credit Company die Ford Bank gegründet.
- 1996: Der Immobilien-Spekulant Jürgen Schneider wird von den Vereinigten Staaten an Deutschland ausgeliefert.

### Wissenschaft und Technik
- 1632: In Florenz widmet Galileo Galilei sein Buch Dialogo sopra i due massimi sistemi del mondo Großherzog Ferdinand II. und überreicht ihm das erste gedruckte Exemplar.

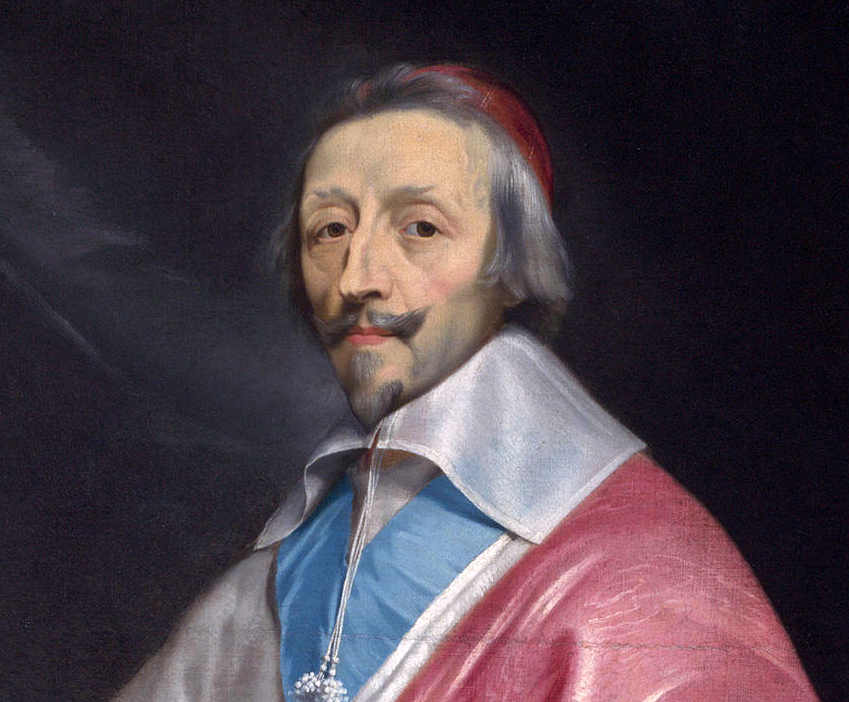
1635: Kardinal Richelieu

- 1635: In Paris wird die Académie française von Kardinal Richelieu mit dem Auftrag geschaffen, über die Reinheit der französischen Sprache zu wachen. Die Gründungsurkunde, ein königliches Edikt, datiert vom 29. Januar.
- 1784: Wilhelm Herschel entdeckt die Spiralgalaxie NGC 3521.

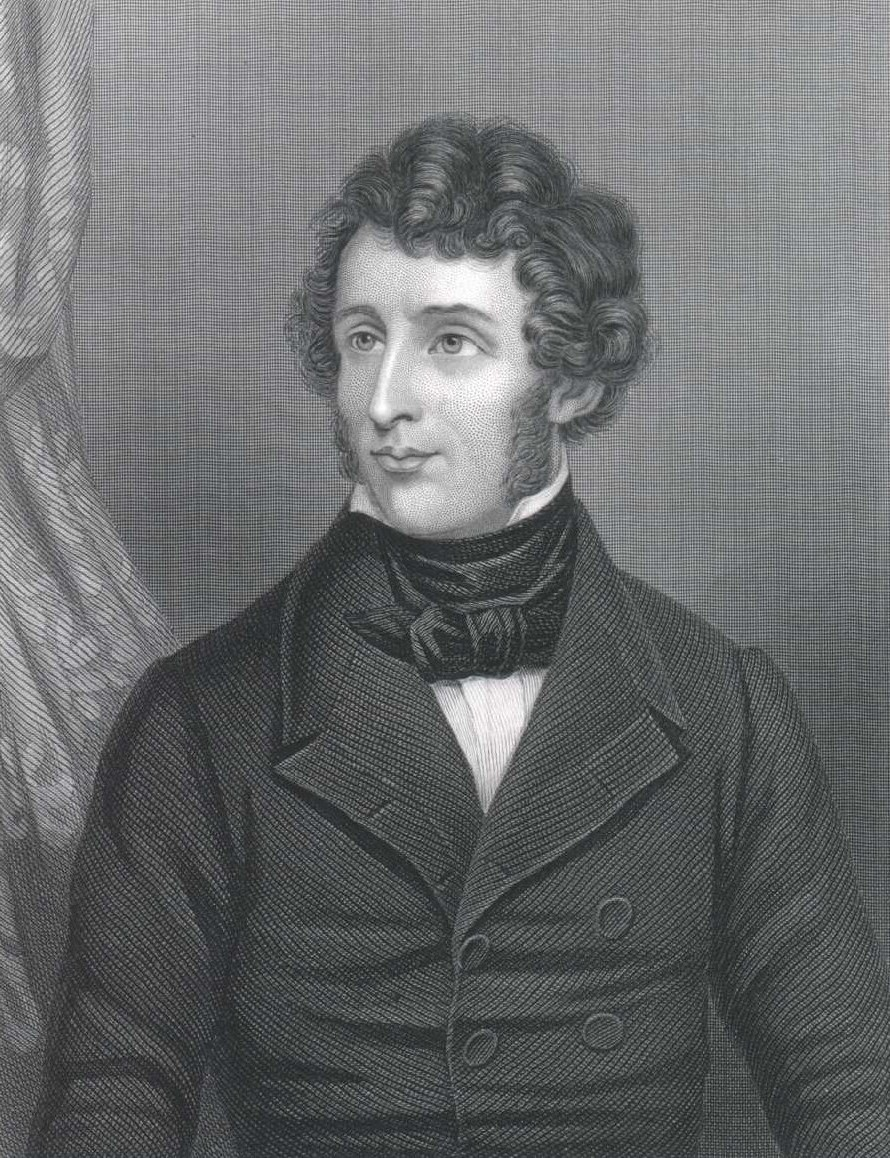
1828: Friedrich Wöhler

- 1828: Friedrich Wöhler synthetisiert erstmals Harnstoff aus Ammoniumcyanat. Er gewinnt damit erstmals künstlich einen organischen Stoff und widerlegt die verbreitete These, dass diese nur von Lebewesen unter dem Einfluss der „vis vitalis“ produziert werden können.
- 1853: Die Washington University in St. Louis wird gegründet, die 1904 Schauplatz der III. Olympischen Sommerspiele und der Weltausstellung in St. Louis sein wird.

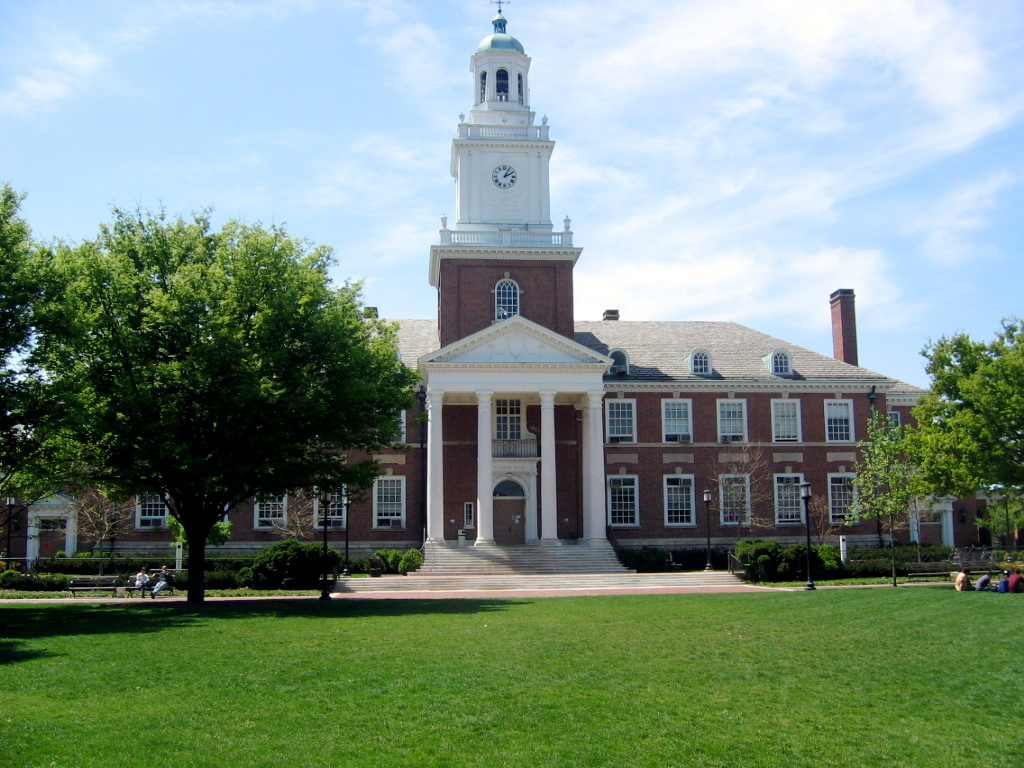
1876: Gilman Hall der Johns Hopkins University

- 1876: Die Johns Hopkins University wird in Baltimore mit dem Geld der Hinterlassenschaft des Philanthropen Johns Hopkins als erste Universität der Vereinigten Staaten gegründet, die Forschung und Lehre nach dem Vorbild deutscher Universitäten vereint.
- 1902: Die deutsche Gauß-Expedition unter der Leitung des Polarforschers Erich von Drygalski entdeckt in der Antarktis einen unbekannten Festlandteil, der zu Ehren des Geldgebers Kaiser-Wilhelm-II.-Land genannt wird.
- 1904: Argentinien erhält auf Laurie Island ein im Vorjahr von einer britischen Antarktisexpedition erbautes Gebäude. Das Land richtet die seither ständig bewohnte Orcadas-Station ein, die erste der Forschungsstationen in der Antarktis.
- 1931: Eines der beiden heutigen italienischen Segelschulschiffe, die Amerigo Vespucci, läuft in der königlichen Marine-Werft Castellammare di Stabia vom Stapel.

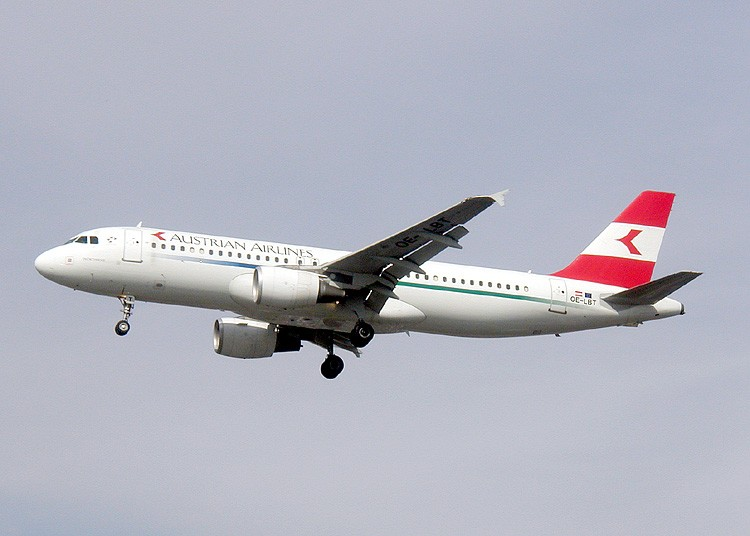
1987: Airbus A320

- 1987: Mit einem Airbus A320 hebt das erste Flugzeug der Airbus-A320-Familie ab.
- 1997: Die Forschungsergebnisse des britischen Embryologen Ian Wilmut über die erfolgreiche Klonung des Schafs Dolly werden in der Zeitschrift Nature veröffentlicht.

### Kultur
- 1722: Am King’s Theatre in London erfolgt die Uraufführung der Oper Griselda von Giovanni Bononcini.
- 1734: In London wird die Oper The tragedy of Chrononhotonthologos von Henry Carey uraufgeführt.
- 1825: An der Hofoper in Dresden erfolgt die Uraufführung der Oper Der Holzdieb von Heinrich Marschner.
- 1929: In Wien findet die Uraufführung der Operette Rosen aus Florida von Leo Fall statt.

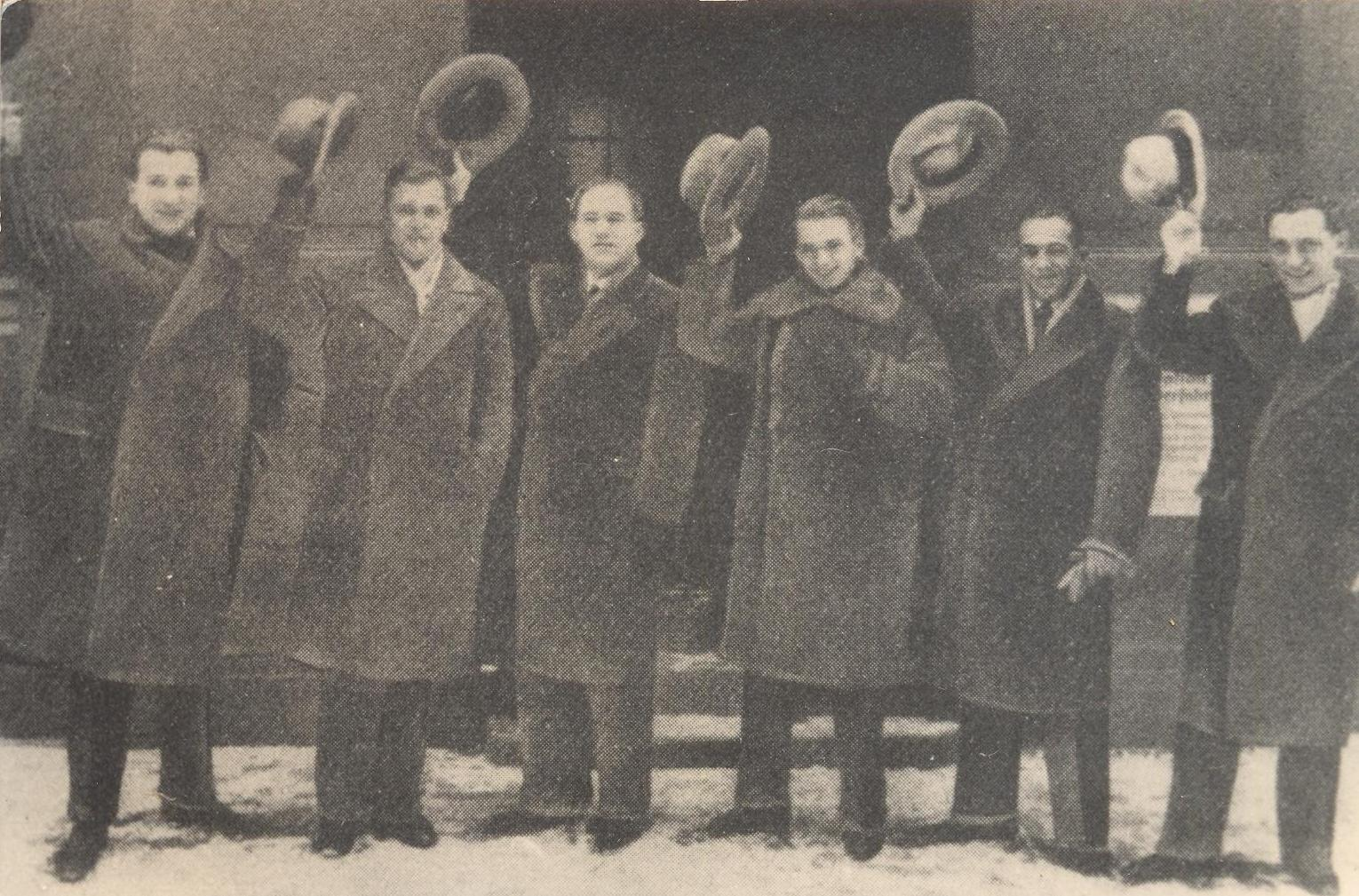
1935: Comedian Harmonists

- 1935: Ari Leschnikoff, Robert Biberti und Erwin Bootz von den Comedian Harmonists werden in die Reichsmusikkammer aufgenommen, verbunden mit dem Verbot, mit den „Nichtariern“ Erich A. Collin, Harry Frommermann und Roman Cycowski weiterhin aufzutreten. Auch der „undeutsche“ Name Comedian Harmonists wird verboten.
- 1935: In New York wird der Musik-Club Village Vanguard eröffnet.
- 1936: Die Uraufführung der Oper Judith von Natanael Berg erfolgt am Kungliga Teatern in Stockholm.
- 1946: Die Uraufführung des Stückes „Das Abgründige in Herrn Gerstenberg“ von Axel von Ambesser am Staatsschauspiel Dresden – die westdeutsche Erstaufführung fand am 3. Mai 1946 an den Hamburger Kammerspielen statt.
- 1948: Das musikalische Drama Die Nachtschwalbe von Boris Blacher wird in Leipzig uraufgeführt.
- 1998: Der brasilianische Regisseur Walter Salles gewinnt den Goldenen Bären bei den Internationalen Filmfestspielen Berlin.

### Gesellschaft

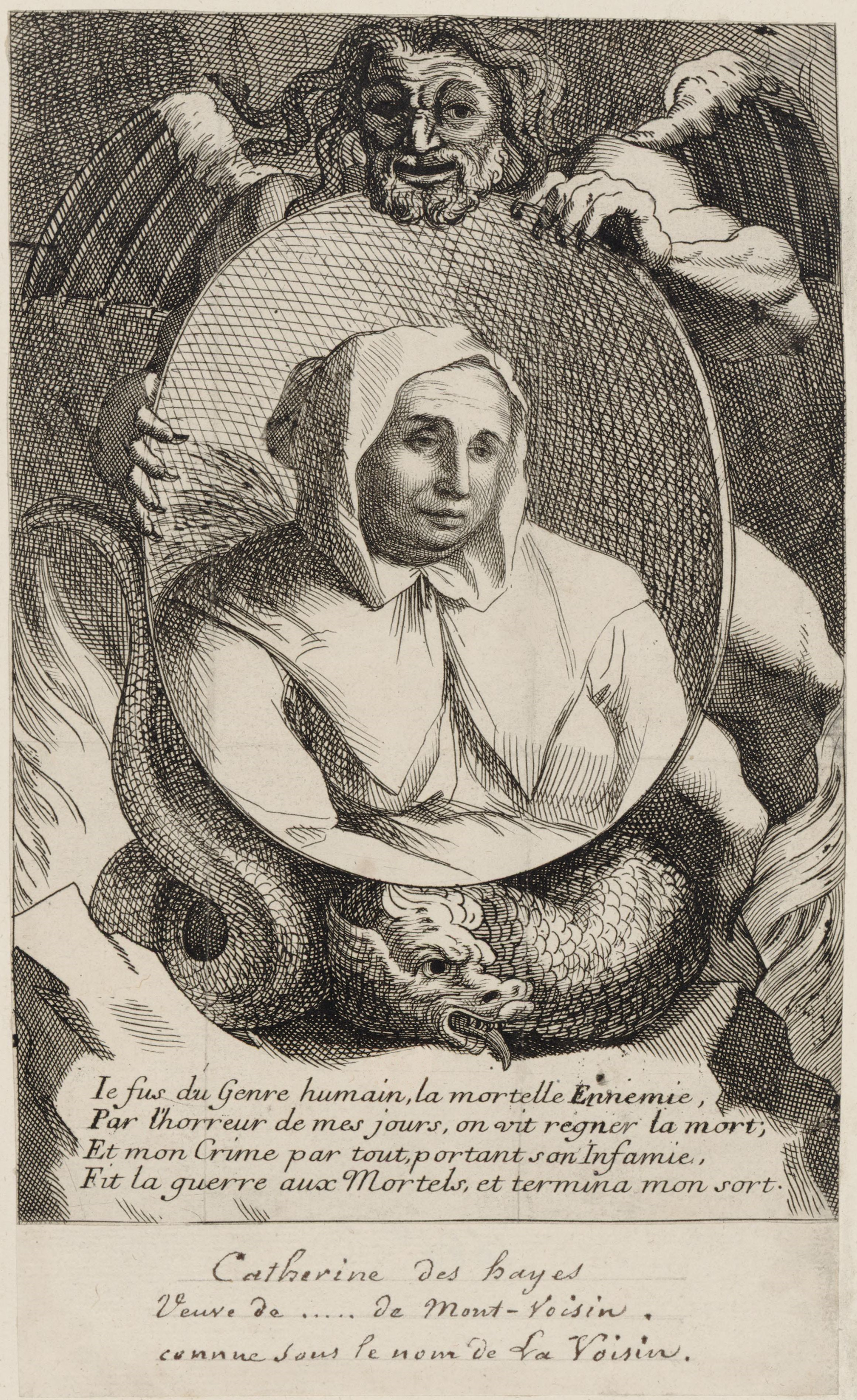
1680: La Voisin

- 1680: Die französische Zaubertrank- und Giftmischerin Catherine Monvoisin, auf deren Grundstück die Überreste von mehr als 2.500 Säuglingen ausgegraben worden sind, wird im Zuge der Giftaffäre von der Chambre ardente gemeinsam mit weiteren Personen zum Tod auf dem Scheiterhaufen verurteilt und am gleichen Tag hingerichtet. Der Prozess über Satanismus und Hexerei hat Kontakte zu höchsten Kreisen offengelegt und beinahe einen Skandal am Hof Ludwigs XIV. hervorgerufen.

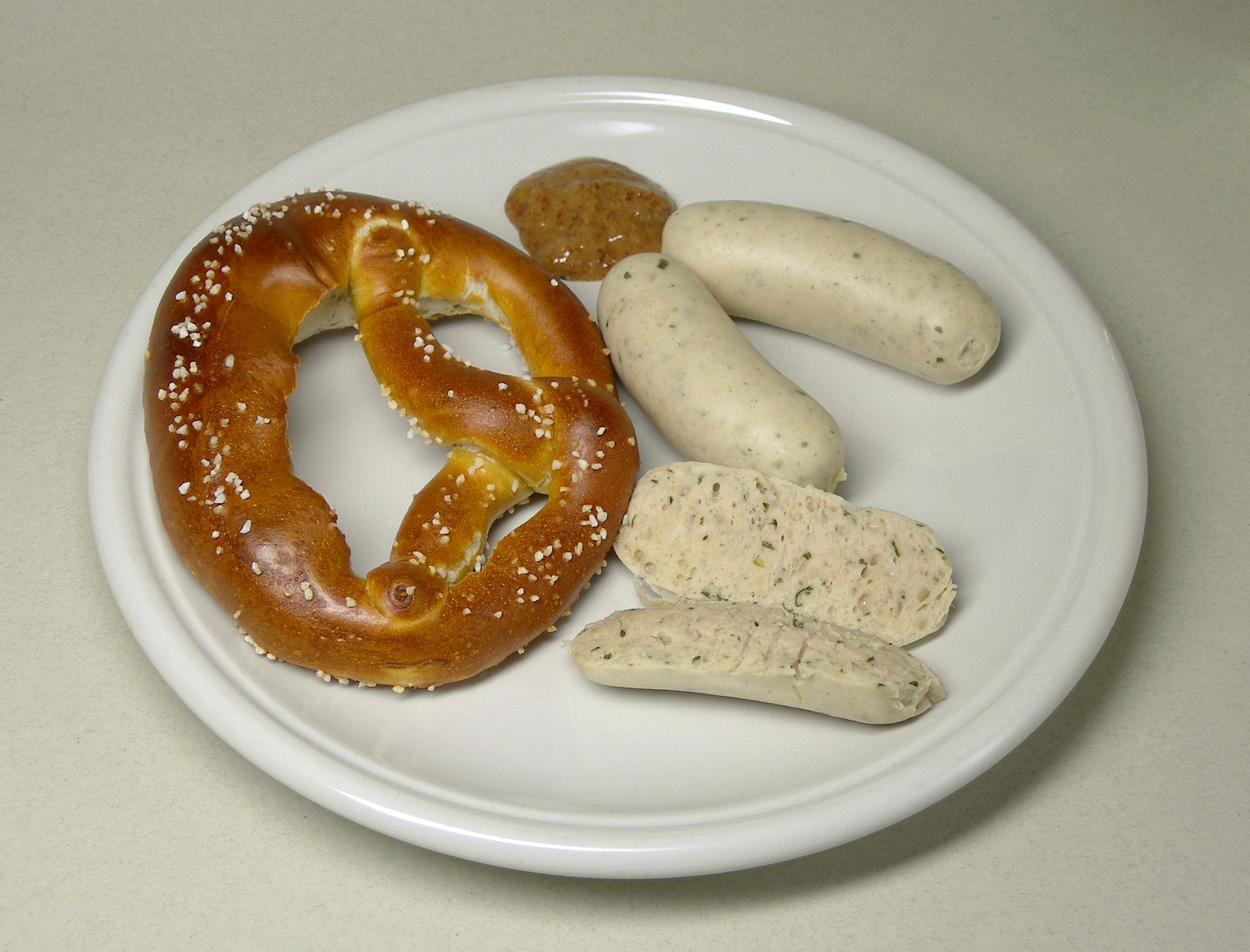
1857: Münchner Weißwürste

- 1857: In München werden – nach unsicherer Überlieferung – die ersten Weißwürste im Gasthaus Zum ewigen Licht serviert.

### Religion
- 1198: Der am 8. Januar gewählte Papst Innozenz III. wird inthronisiert.
- 1281: Der französische Kardinal Simon de Brion wird vom in Viterbo zum Papst gewählt und nimmt den Namen Martin IV. an.
- 1288: Mit Girolamo Masci gelangt als Nikolaus IV. erstmals ein Franziskaner auf den Heiligen Stuhl.

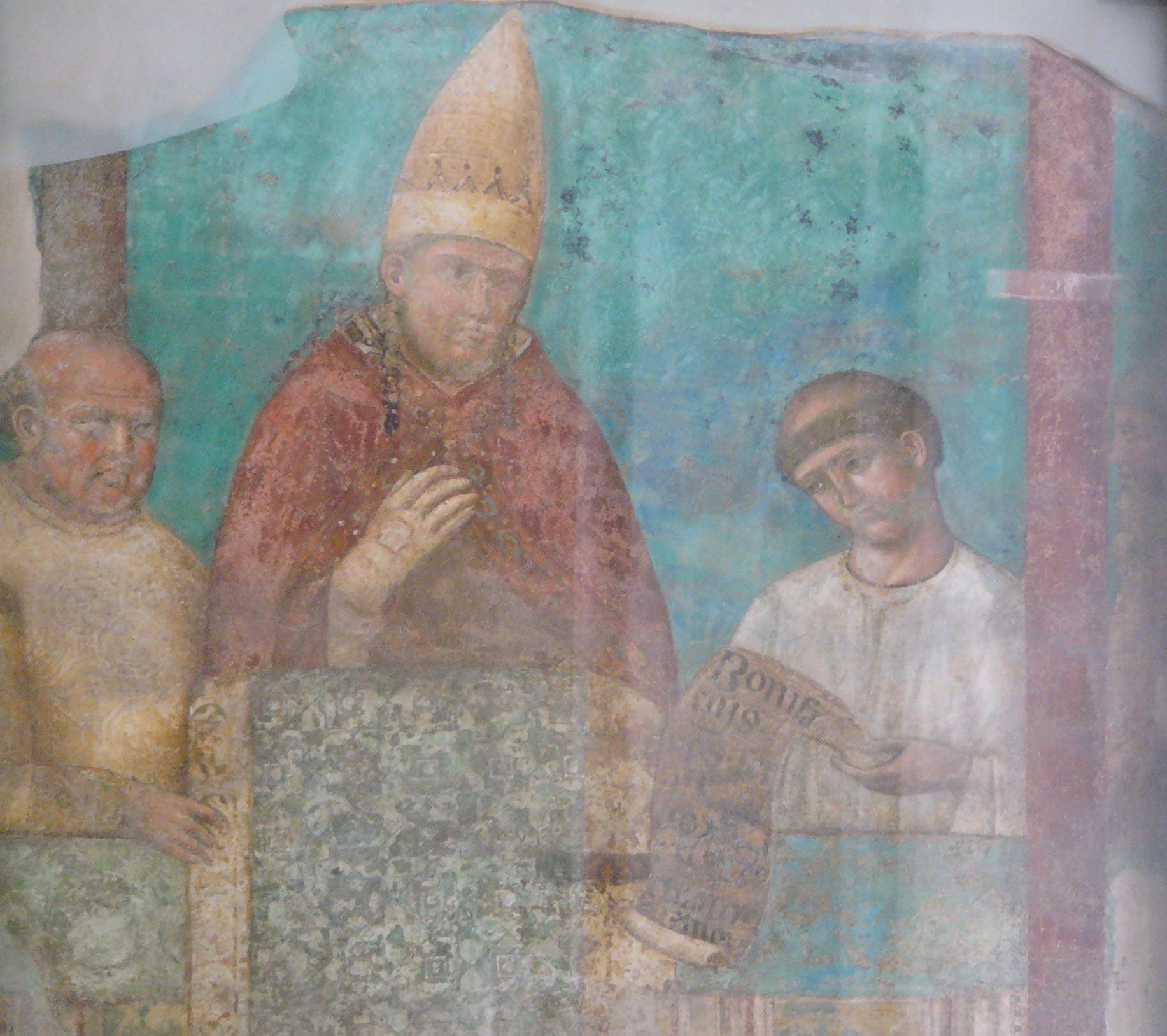
1300: Papst Bonifatius VIII.

- 1300: Das Heilige Jahr wird ins Leben gerufen und ab dem Weihnachtsfest erstmals begangen. Papst Bonifatius VIII. regelt die Details in der Bulle Antiquorum habet, darunter einen vollkommenen Ablass aller Sünden für die Pilger.
- 1901: Der russische Schriftsteller Lew Nikolajewitsch Tolstoi wird wegen „blasphemischer Äußerungen“ in seinem Roman Auferstehung aus der Russisch-Orthodoxen Kirche ausgeschlossen. Es kommt zu Menschenaufläufen und Demonstrationen für Tolstoi in Moskau und Sankt Petersburg.

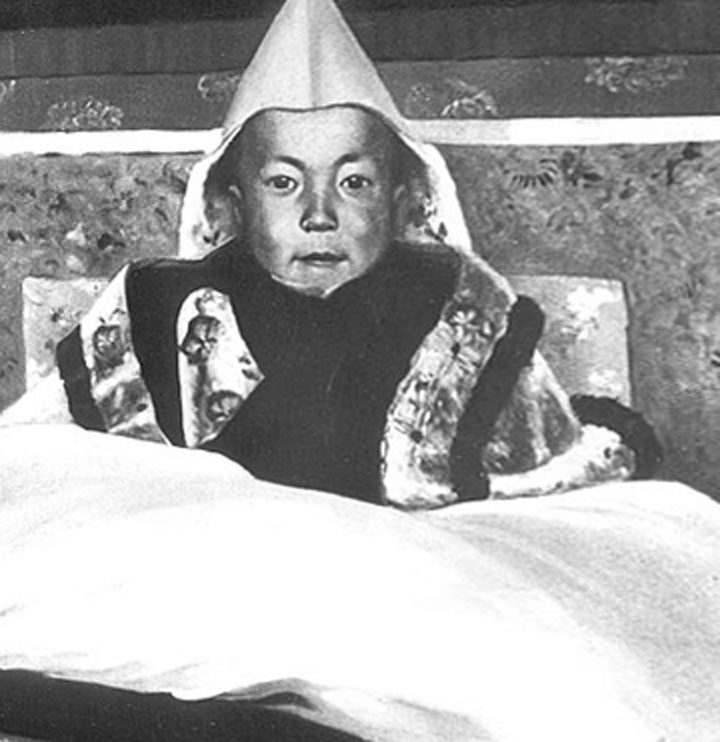
1940: Tenzin Gyatso

- 1940: Tenzin Gyatso wird im Alter von viereinhalb Jahren als der XIV. Dalai Lama inthronisiert.
- 1990: Der Bayerische Verwaltungsgerichtshof entscheidet, dass für Frauen bei den Oberammergauer Passionsspielen ungeachtet ihres Familienstands und Alters Gleichberechtigung gelte.
- 1996: Papst Johannes Paul II. erlässt das Dekret Universi Dominici gregis zur Papstwahl.
- 2005: Der Bundesgerichtshof urteilt, dass das Wort katholisch keinem Monopolanspruch der römischen Kirche unterliegt.

### Katastrophen
- 1890: Beim Stauanlagenunfall von Walnut Grove in Arizona bricht der Staudamm; durch die Flutwelle kommen zwischen 50 und 150 Menschen um.

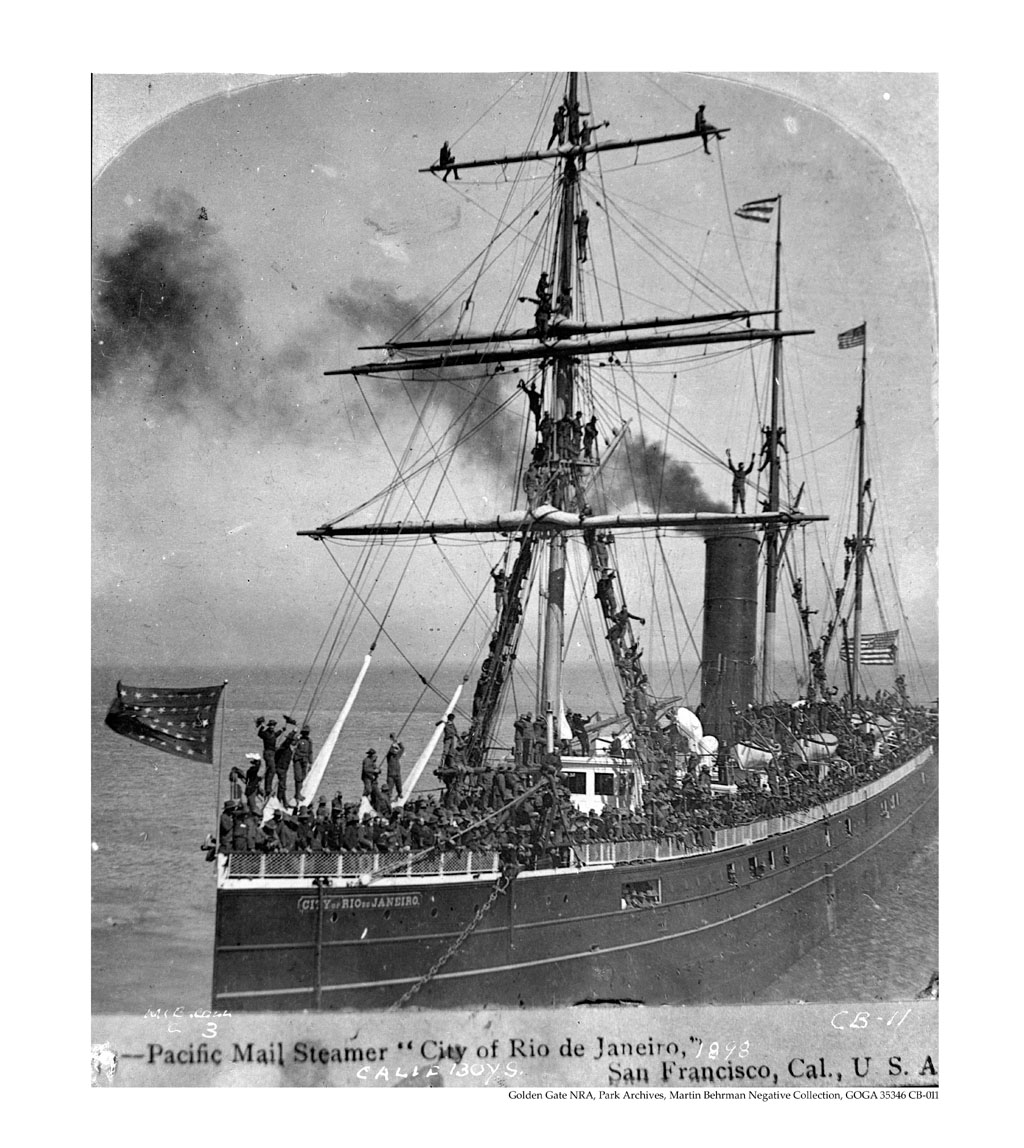
1901: City of Rio de Janeiro

- 1901: Der amerikanische Passagierdampfer City of Rio de Janeiro sinkt in der Bucht von San Francisco nach der Kollision mit einem Unterwasserfelsen. 138 der 220 Menschen an Bord kommen ums Leben. Der Untergang der City of Rio de Janeiro gilt als das bis heute schwerste Schiffsunglück im San Francisco Bay Area.
- 1960: Eine Schlagwetter- und Kohlenstaubexplosion im Steinkohlenwerk Karl Marx in Zwickau fordert 123 Tote. Es ist das schwerste Bergwerksunglück in der Geschichte der DDR.
- 2005: Beim Erdbeben von Sarand im Iran mit der Stärke 6,4 kommen mehr als 600 Menschen ums Leben.
- 2011: Beim Erdbeben von Christchurch in Neuseeland mit der Stärke 6,3 kommen 185 Menschen ums Leben.

Kleinere Unglücksfälle sind in den Unterartikeln von Katastrophe und in der Liste von Katastrophen aufgeführt.

### Sport
- 1959: Lee Petty und Johnny Beauchamp überqueren bei einem Überrundungsmanöver während des ersten Daytona 500-Rennens nahezu zeitgleich die Ziellinie. Erst drei Tage später wird Petty nach Zielfoto-Entscheid der Sieg zuerkannt.
- 1980: Der US-amerikanischen Eishockeynationalmannschaft gelingt das Miracle on Ice: In der Finalrunde der Olympischen Winterspiele in Lake Placid besiegt sie die Sowjetische Eishockeynationalmannschaft sensationell mit 4:3.
- 1992: Der fünfte Cricket World Cup beginnt in Australien und Neuseeland.

Einträge von Leichtathletik-Weltrekorden befinden sich unter der jeweiligen Disziplin unter Leichtathletik.

## Geboren

### Vor dem 18. Jahrhundert
- 1161: Innozenz III., Papst der römisch-katholischen Kirche
- 1283: Thomas Bek, Bischof der englischen Diözese Lincoln
- 1315: Chunghye Wang, 28. König des koreanischen Goryeo-Reiches

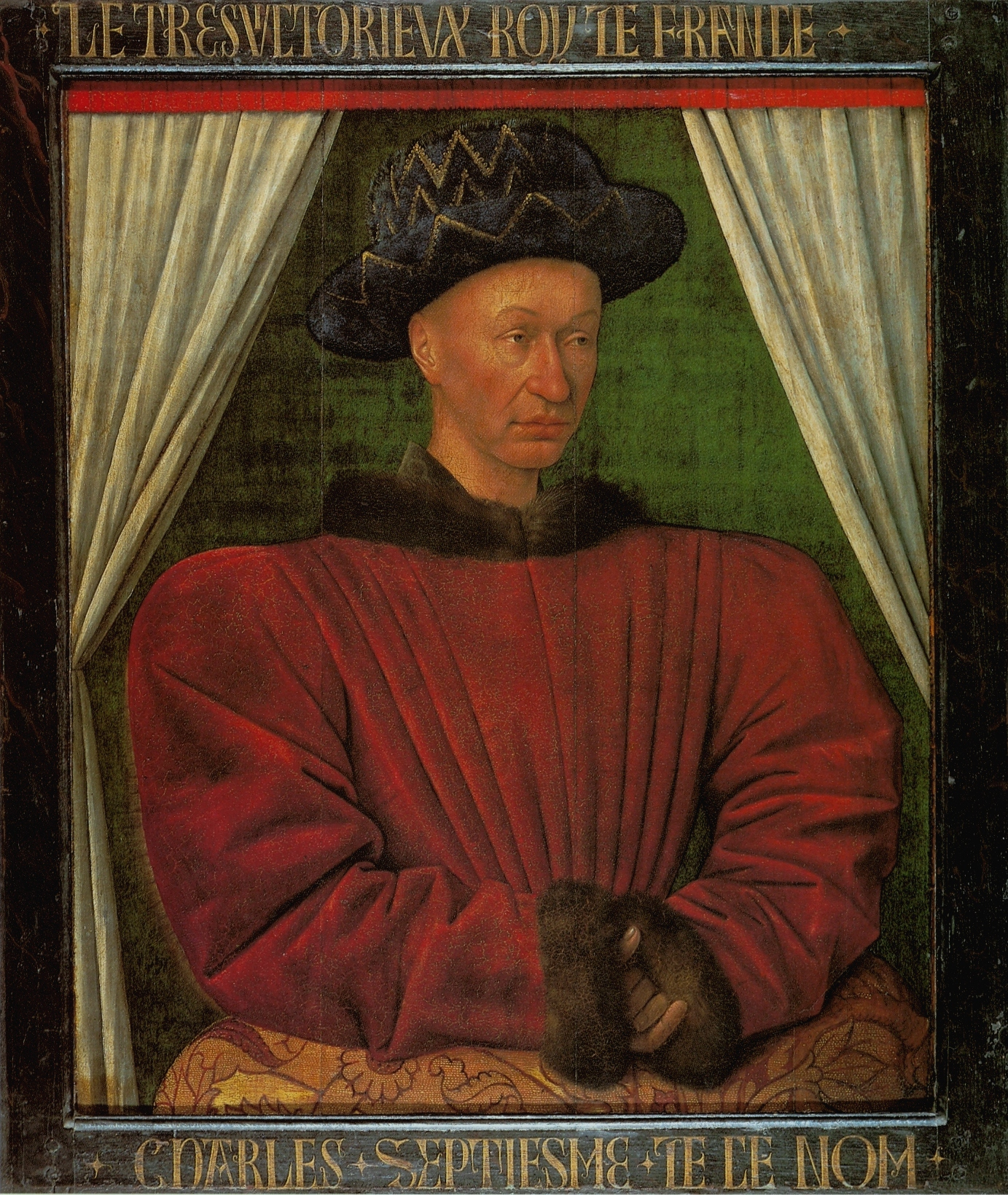
Karl VII. (* 1403)

- 1403: Karl VII., König von Frankreich
- 1440: Ladislaus Postumus, Herzog von Österreich, König von Böhmen und Ungarn
- 1500: Rodolfo Pio, Kardinal der katholischen Kirche
- 1514: Johannes Gigas, deutscher Humanist, evangelischer Theologe und Reformator
- 1514: Tahmasp I., Schah von Persien aus der Dynastie der Safawiden
- 1517: Hieronymus Mencel, deutscher evangelischer Theologe
- 1520: Friedrich III., Herzog von Haynau und Liegnitz
- 1522: Lampert Distelmeyer, kurfürstlicher Kanzler der Mark Brandenburg
- 1528: Peter Buchner, Bürgermeister von Leipzig
- 1550: Karl von Arenberg, Graf von Arenberg
- 1567: Erich Hedemann, deutscher Jurist
- 1645: Johann Ambrosius Bach, deutscher Musiker, Vater von Johann Sebastian Bach
- 1645: Johann Christoph Bach, deutscher Musiker, Onkel von Johann Sebastian Bach
- 1675: Franz Anton Adolph von Wagensperg, Fürstbischof von Seckau und Fürstbischof von Chiemsee
- 1682: Johann Christian Dauphin, deutscher Orgelbauer
- 1690: Daniele Farlati, italienischer Kirchenhistoriker und Jesuit
- 1691: Johann Kaspar Wetzel, deutscher evangelischer Theologe, Hymnologe und Kirchenlieddichter
- 1694: Christoph von Steiger, Schultheiss von Bern

### 18. Jahrhundert
- 1710: Anne-Antoinette Champion, französische Wäscheherstellerin und Ehefrau Denis Diderots
- 1713: Edward Cornwallis, britischer Gouverneur von Nova Scotia und Gibraltar
- 1715: Charles-Nicolas Cochin der Jüngere, französischer Kupferstecher und Radierer
- 1720: Jürgen Christian Findorff, deutscher Moorkolonisator, Vater aller Moorbauern
- 1730: Giovanni Ottavio Manciforte Sperelli, italienischer Jurist und Kardinal
- 1732: Gotthelf Greiner, deutscher Glasmacher und Begründer der Porzellanfabrikation in Thüringen
- 1732: Johann Sigismund Friedrich von Khevenhüller-Metsch, österreichischer Diplomat

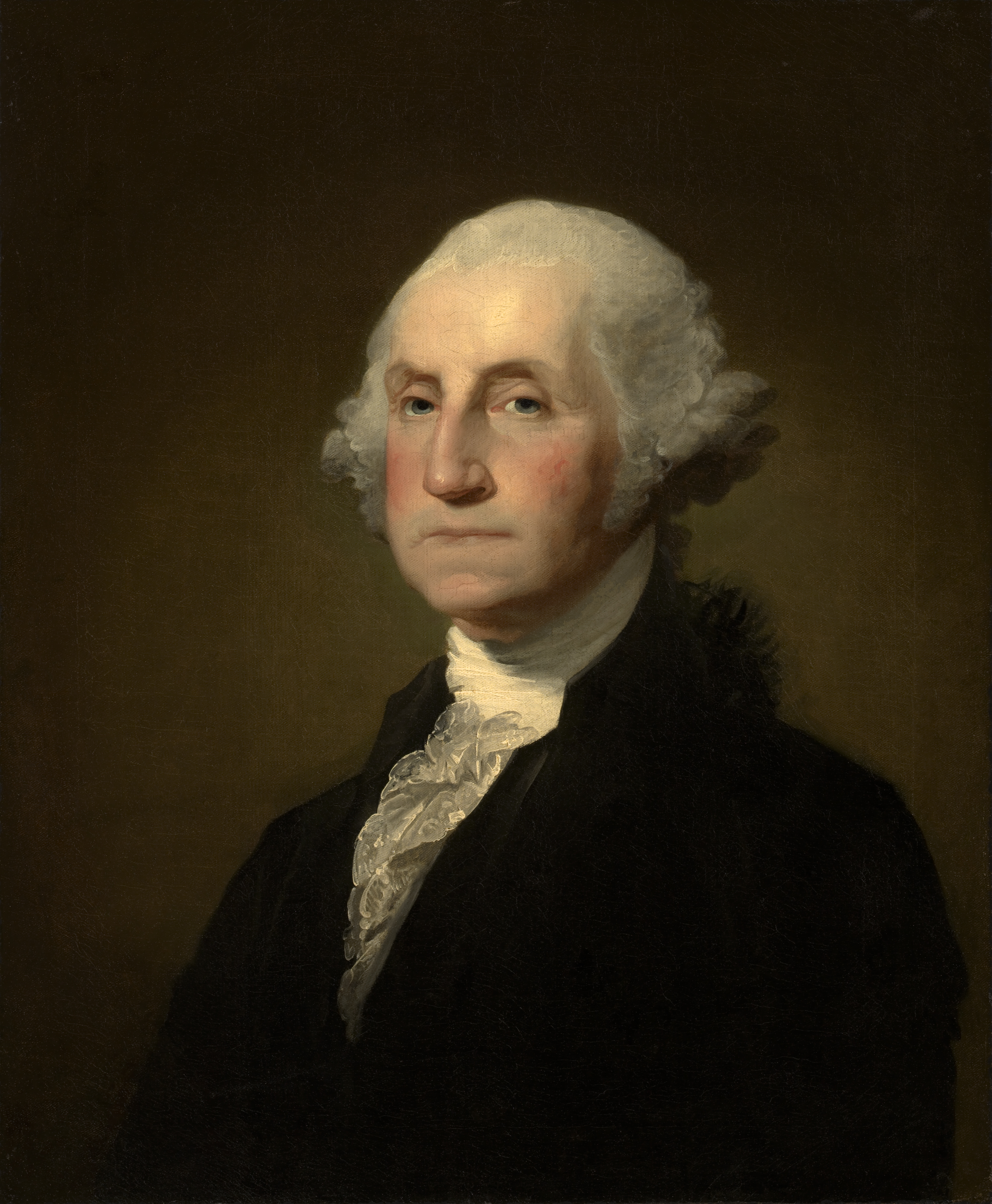
George Washington (* 1732)

- 1732: George Washington, erster US-amerikanischer Präsident, Oberbefehlshaber der Kontinentalarmee im Unabhängigkeitskrieg, Gründervater der USA
- 1735: Charles Lennox, 3. Duke of Richmond, britischer Feldmarschall und Politiker
- 1740: Josef Valentin Adamberger, deutscher Opernsänger
- 1745: João de Sousa Carvalho, portugiesischer Komponist
- 1749: Johann Nikolaus Forkel, deutscher Musiker und Musikhistoriker
- 1751: Heinrich XV. Reuß zu Greiz, österreichischer Feldmarschall
- 1759: Claude-Jacques Lecourbe, französischer General
- 1760: Sophie von Sachsen-Hildburghausen, Herzogin von Sachsen-Coburg-Saalfeld
- 1761: Erik Tulindberg, finnischer Komponist
- 1765: Jacob Auch, deutscher Uhrmacher, Instrumentenbauer und Konstrukteur von Rechenmaschinen
- 1767: Joseph Maria Christen, Schweizer Bildhauer (Taufdatum)
- 1772: Josef Lipavský, tschechischer Komponist
- 1773: Martin Friedrich Arendt, deutscher Botaniker und Altertumsforscher
- 1773: Mathieu Ignace van Brée, belgischer Maler, Bildhauer und Architekt
- 1776: Heinrich Escher, Schweizer Unternehmer und Entomologe
- 1778: Gottfried Wilhelm Becker, sächsischer Arzt und Schriftsteller
- 1778: Franz Ludwig Catel, deutscher Holzbildbauer und Maler
- 1778: Rembrandt Peale, US-amerikanischer Maler
- 1779: Joachim Nicolas Eggert, schwedischer Komponist und Dirigent
- 1785: Jean Peltier, französischer Physiker
- 1788: Arthur Schopenhauer, deutscher Philosoph
- 1793: Friedrich Harkort, deutscher Unternehmer der Montanindustrie, Eisenbahnpionier und Politiker, MdL, MdR
- 1795: Karl Pfaff, deutscher Pädagoge, Historiker und Sängervater
- 1796: Adolphe Quetelet, belgischer Mathematiker, Statistiker und Astronom
- 1797: Heinrich Steinweg, deutsch-US-amerikanischer Klavierbauer (Steinway)

### 19. Jahrhundert

#### 1801–1850
- 1804: Paul Arnold, hessischer Hofbaumeister und Politiker
- 1805: Sarah Flower Adams, englische Dichterin

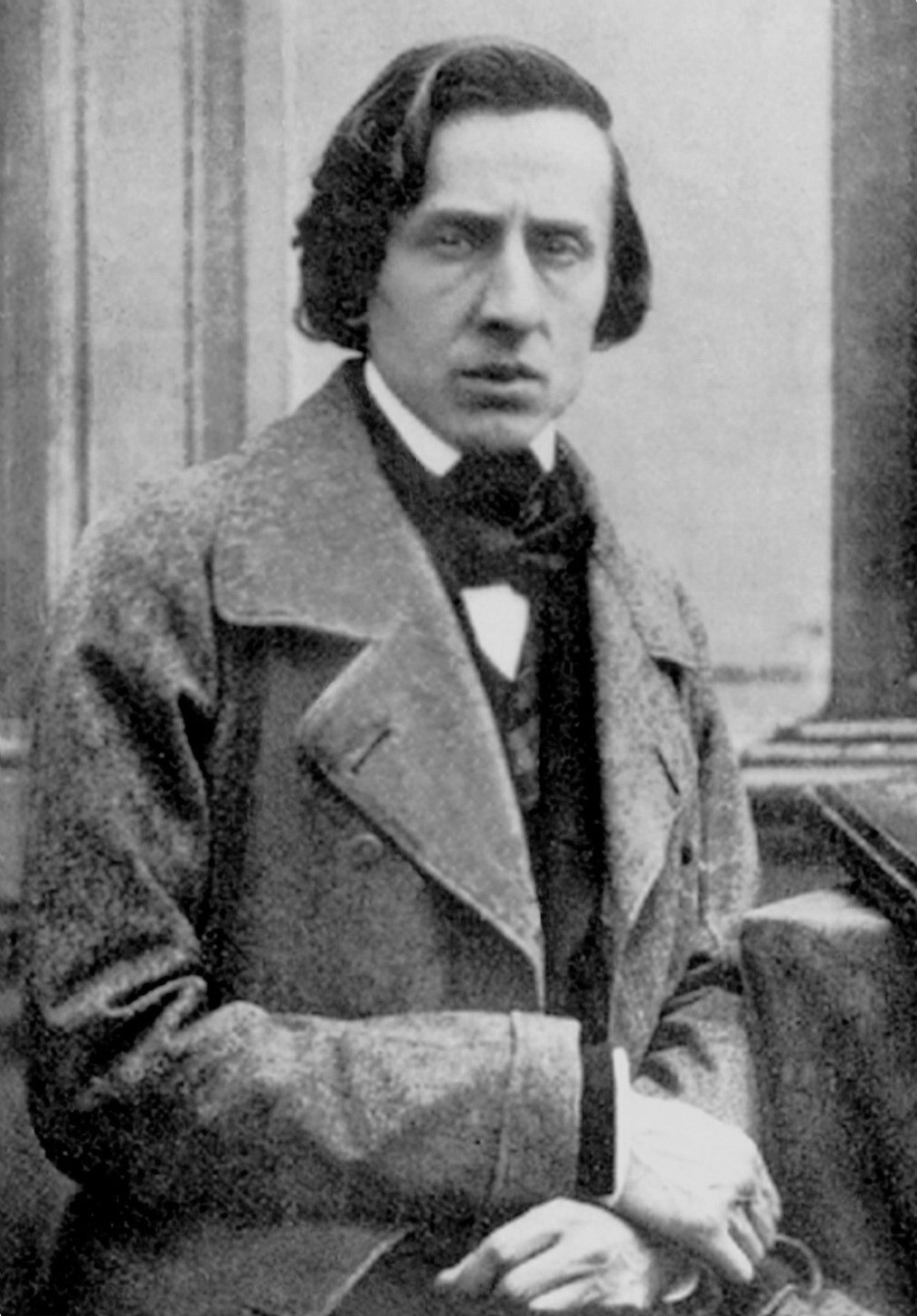
Frédéric Chopin (* 1810)

- 1810: Frédéric Chopin, geboren am 22. Februar oder 1. März, polnischer Komponist und Pianist
- 1810: Holger Simon Paulli, dänischer Dirigent und Komponist
- 1817: Karl Wilhelm Borchardt, deutscher Mathematiker
- 1817: Niels Wilhelm Gade, dänischer Komponist und Dirigent
- 1817: Ottilie Wildermuth, deutsche Schriftstellerin
- 1818ː Auguste Hyrtl, deutsche Schriftstellerin
- 1819: Adolph Douai, deutsch-US-amerikanischer Journalist, Verleger und Pädagoge
- 1819: James Russell Lowell, US-amerikanischer Lyriker, Essayist und Diplomat
- 1821: Ludmilla Assing, deutsch-italienische Schriftstellerin
- 1822: Rudolph Garrigue, deutsch-amerikanischer Buchhändler und Versicherungsvorstand
- 1822: Adolf Kußmaul, deutscher Arzt und medizinischer Forscher
- 1824: Jules Janssen, französischer Astronom
- 1825: William Young Sellar, britischer Altphilologe
- 1829: Otto Agricola, deutscher Politiker
- 1829: Eduard Julius Ludwig von Lewinski, preußischer General
- 1832: Rudolf Baxmann, deutscher Theologe
- 1832: Alexander Meyer, deutscher Journalist, Liberaler, Freihändler und Politiker, MdL, MdR
- 1833: Josef Foerster, böhmischer Komponist
- 1833: Carl Ludwig Jessen, deutscher Maler des Naturalismus, Friesenmaler
- 1837ː Leopoldine von Baden, Prinzessin von Baden, durch Heirat Fürstin zu Hohenlohe-Langenburg

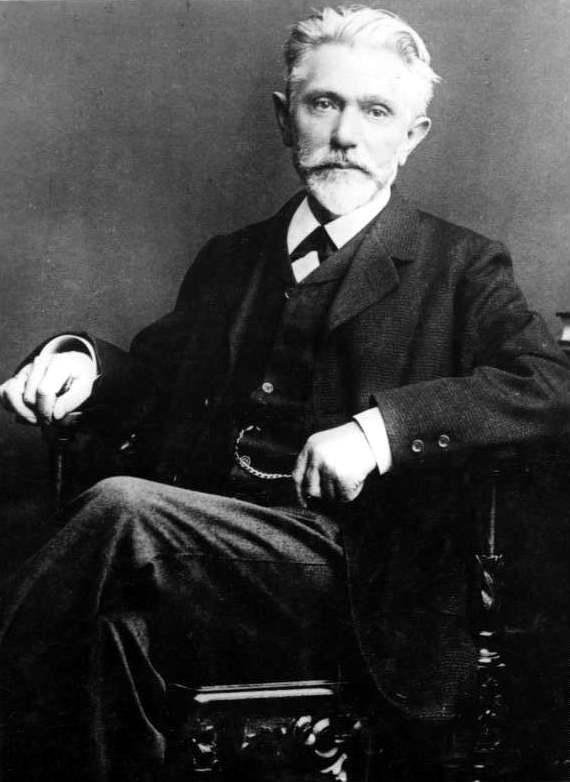
August Bebel (* 1840)

- 1840: August Bebel, deutscher Mitbegründer und Führer der sozialdemokratischen Arbeiterbewegung und der SPD, MdR
- 1840: Samuel de Lange, niederländisch-deutscher Organist, Lehrer und Komponist
- 1843: Alexander Schnütgen, deutscher Theologe, Priester und Kunstsammler
- 1844: Louise Erhartt, deutsche Schauspielerin
- 1845: Wilhelmina Koch, deutsche Komponistin
- 1845: Charles Frédéric Porret, Schweizer evangelischer Geistlicher und Hochschullehrer
- 1845: Wilhelm Valentiner, deutscher Astronom
- 1846: Ella Adaïewsky, russische Pianistin und Komponistin
- 1846: Erwin von Bary, deutscher Arzt und Afrikareisender
- 1847: Thornton Chase, US-amerikanischer Autor
- 1847: Sophie in Bayern, bayerische Adlige, Verlobte von König Ludwig II. von Bayern, Herzogin von Alençon
- 1848: Karl Grillenberger, deutscher Politiker, Nürnberger Arbeiterführer, MdL, MdR
- 1850: Sien Hoornik, niederländische Näherin und Modell für Vincent van Gogh
- 1850: Fjodor Alexandrowitsch Wassiljew, russischer Maler

#### 1851–1900
- 1854: Hedwig Bender, deutsche Philosophin
- 1857: Robert Baden-Powell, britischer Kavallerie-General, Gründer der Pfadfinderbewegung

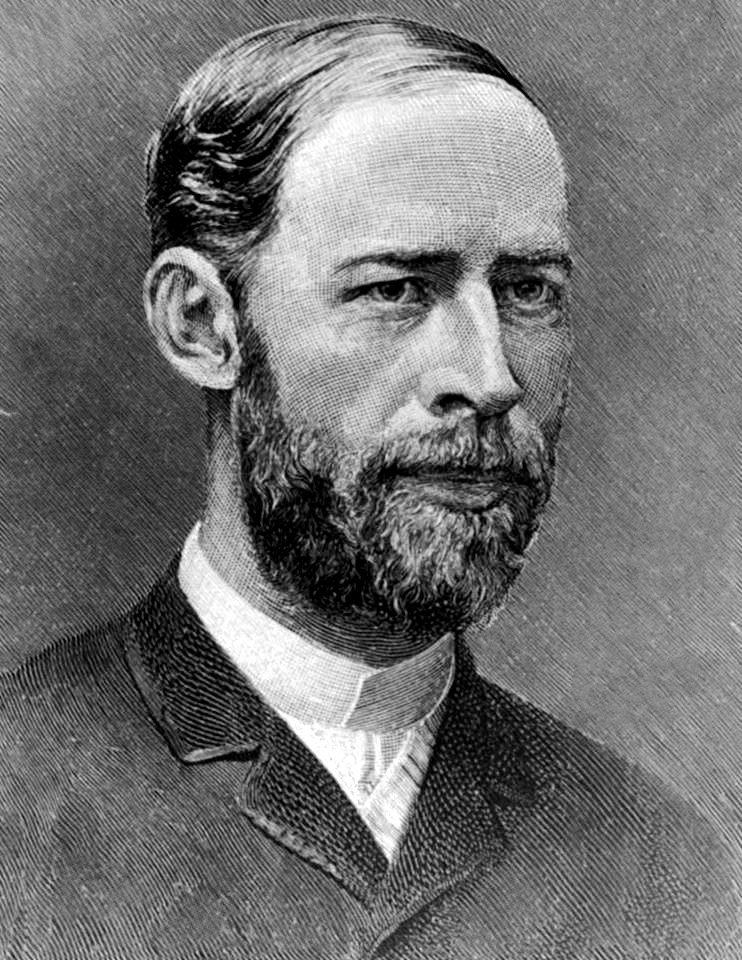
Heinrich Hertz (* 1857)

- 1857: Heinrich Hertz, deutscher Physiker, wies als erster elektromagnetische Wellen nach
- 1858: Gus Hill, US-amerikanischer Vaudevillekünstler und -produzent

Edith Baird (* 1859)

- 1859: Edith Baird, englische Schachkomponistin
- 1861: Gustav Lange, norwegischer Komponist, Geiger und Musikpädagoge
- 1861: Hans Schöttler, deutscher protestantischer Geistlicher
- 1861: Marie von Miller, deutsche Malerin, Ehefrau von Oskar von Miller
- 1862: Louise Dumont, deutsche Schauspielerin und Theaterleiterin
- 1862: Ruth Gentry, US-amerikanische Mathematikerin
- 1863: Charles McLean Andrews, US-amerikanischer Historiker und Hochschullehrer
- 1863: Wilhelm Blumenberg, deutscher Theologe und Pastor
- 1863: Rudolf Dietz, deutscher Heimatdichter
- 1864: Jules Renard, französischer Schriftsteller
- 1865: Otto Modersohn, deutscher Maler
- 1866: Curt Grottewitz, deutscher Naturwissenschaftler, Schriftsteller und Germanist
- 1868: Lars Gabriel Andersson, schwedischer Lehrer und Herpetologe
- 1868: David Devant, britischer Bühnenzauberer
- 1868: Carl Gröpler, deutscher Scharfrichter
- 1868: Antoinette Szumowska-Adamowska, polnische Pianistin und Musikpädagogin
- 1870: Joseph-Jean Goulet, kanadischer Violinist, Dirigent und Musikpädagoge
- 1875: Sophie Adelheid in Bayern, Tochter von Herzog Carl Theodor in Bayern und Maria Josepha von Portugal
- 1875: Hayunga Carman, kanadischer Musikpädagoge

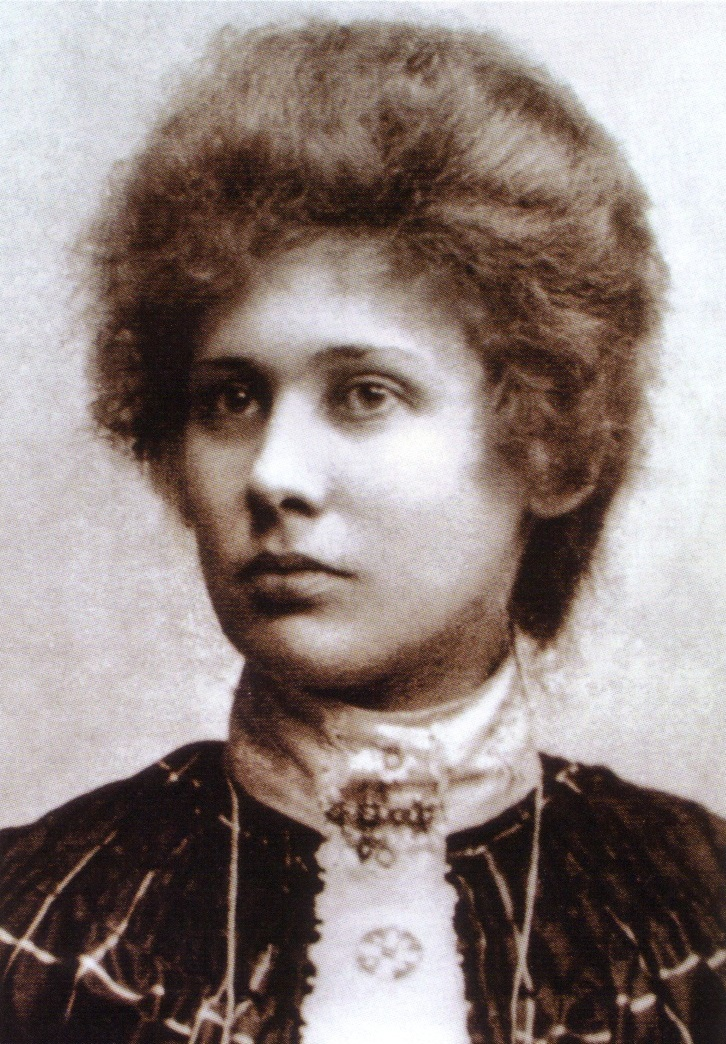
Ita Wegman (* 1876)

- 1876: Ita Wegman, deutsche Ärztin, Mitbegründerin der anthroposophischen Medizin
- 1876ː Zitkala-Ša, US-amerikanische indigene Schriftstellerin, Musikerin und Aktivistin
- 1878: Hiram Abrams, US-amerikanischer Unternehmer, erster Präsident des Filmverleihs United Artists
- 1878: Walter Ritz, Schweizer Mathematiker
- 1879: Johannes Nicolaus Brønsted, dänischer Chemiker und Künstler
- 1879: Ernest Read, englischer Komponist und Musikpädagoge
- 1880: Eric Lemming, schwedischer Speerwerfer, Olympiasieger
- 1880: Kurt Müller, deutscher Archäologe
- 1881: Josef Scheuber, Schweizer Geistlicher und Pädagoge
- 1882: Eric Gill, britischer Bildhauer, Grafiker und Typograf
- 1883: Jaroslav Kocian, tschechischer Geiger und Komponist
- 1884: Abe Attell, US-amerikanischer Boxer
- 1884: York Bowen, britischer Pianist und Komponist
- 1884: William Buehler Seabrook, US-amerikanischer Schriftsteller, Okkultist, Globetrotter und Journalist
- 1886: Hugo Ball, deutscher Autor und Biograf, Mitbegründer der Dada-Bewegung, Pionier des Lautgedichts
- 1886: Jean Strohl, französisch-schweizerischer Zoologe, Wissenschaftshistoriker und Hochschullehrer
- 1888: Gussy Holl, deutsche Schauspielerin und Diseuse
- 1888: Leo Waibel, deutscher Geograph
- 1889: Olave Baden-Powell, britische Mitbegründerin der Pfadfinderinnenbewegung
- 1889: Allan Keith, kanadischer Kunstturner
- 1889: Wilhelm Rudolph, deutscher Maler und Graphiker
- 1890: Alfred Duff Cooper, 1. Viscount Norwich, britischer Diplomat und Autor
- 1890: Hinatsu Kōnosuke, japanischer Lyriker, Übersetzer und Literaturwissenschaftler
- 1890: Francis Samuelson, 4. Baronet, britischer Autorennfahrer

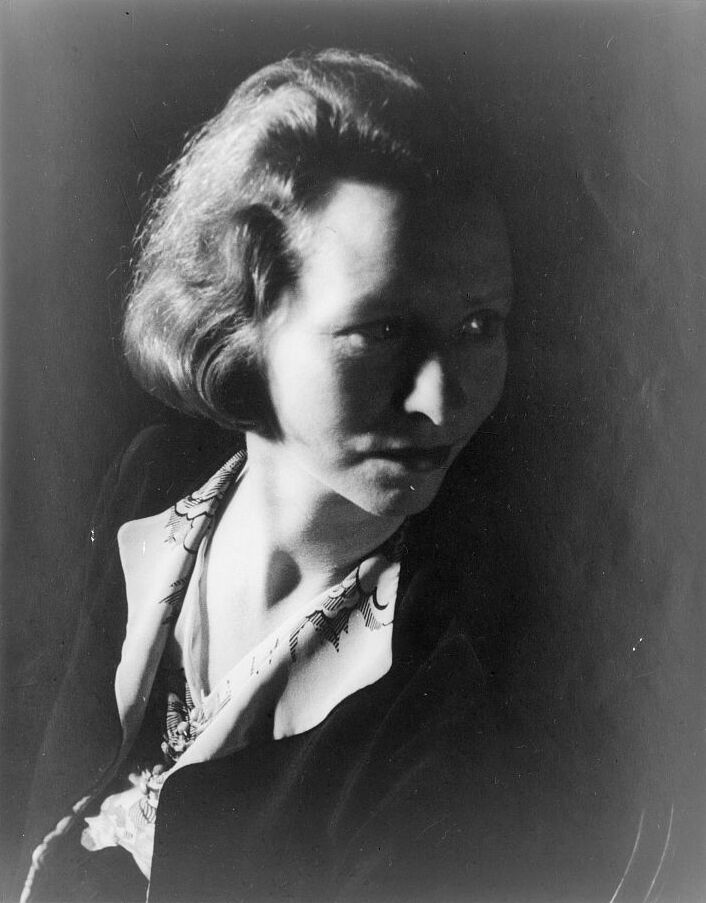
Edna St. Vincent Millay (* 1892)

- 1892: Edna St. Vincent Millay, US-amerikanische Lyrikerin und Dramatikerin
- 1893ː Bertha Neumann, deutsche Sozialwissenschaftlerin und Opfer des Holocaust
- 1894: Katharina Schroth, deutsche Physiotherapeutin
- 1895: Erwin Jürgens, deutscher Politiker, MdL
- 1895: Henri Lacroix, kanadischer Mundharmonikaspieler
- 1896: Hertha von Guttenberg, deutsche Bildhauerin
- 1895: Víctor Raúl Haya de la Torre, peruanischer Politiker, Gründer der ältesten peruanischen Partei (APRA)
- 1897: Otto Leichter, österreichischer Sozialist, Journalist und Autor
- 1898: Anton de Kom, surinamischer Nationalist, Widerstandskämpfer und antikolonialer Autor
- 1899: Gustav Aufhammer, deutscher Pflanzenbauwissenschaftler und Pflanzenzüchter
- 1899: Berthold Koch, deutscher Schachspieler
- 1900: Renée Brand, deutsch-jüdische Exilschriftstellerin
- 1900: Luis Buñuel, spanischer Filmregisseur
- 1900: Meridel Le Sueur, US-amerikanische Schriftstellerin und Frauenrechtlerin
- 1900: Seán Ó Faoláin, irischer Schriftsteller

### 20. Jahrhundert

#### 1901–1925

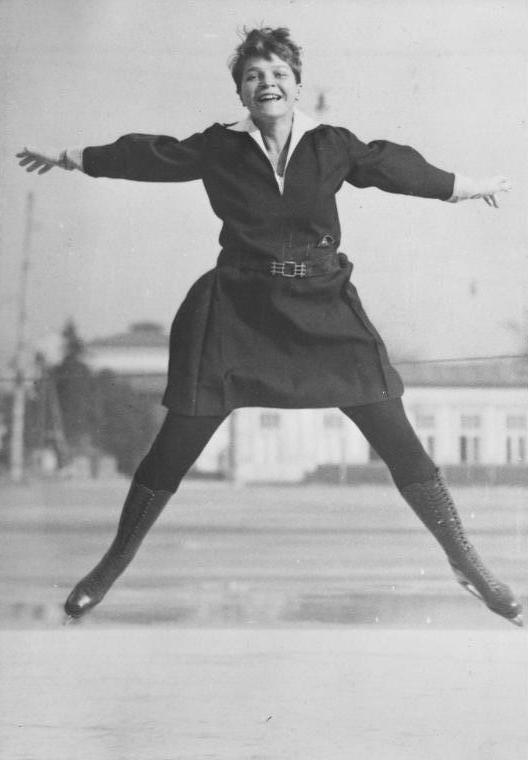
Herma Szabó (* 1902)

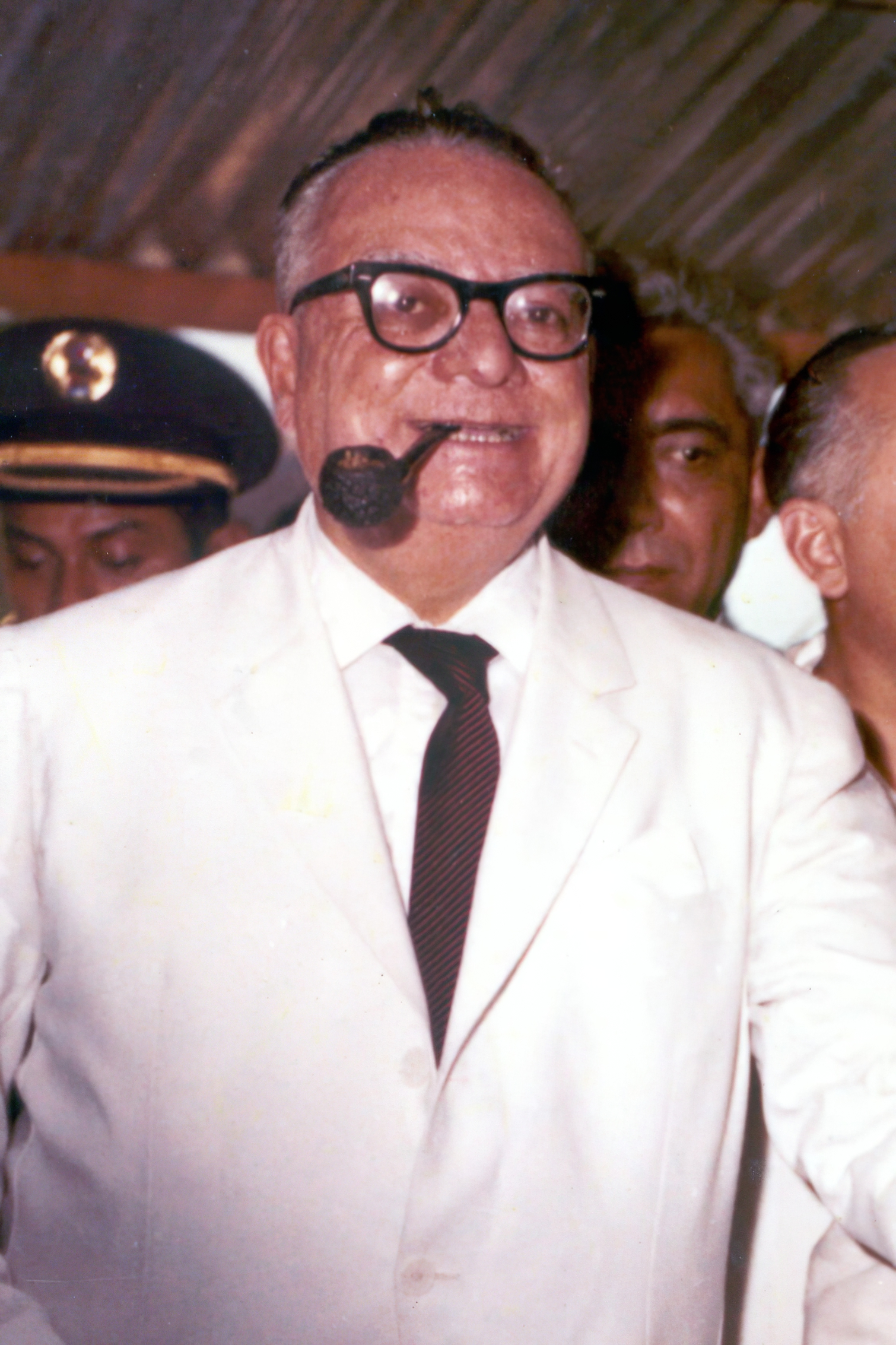
Rómulo Betancourt (* 1908)

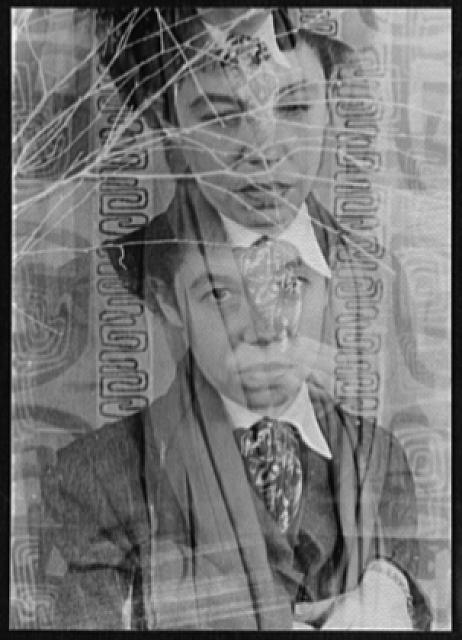
Jane Bowles (* 1917)

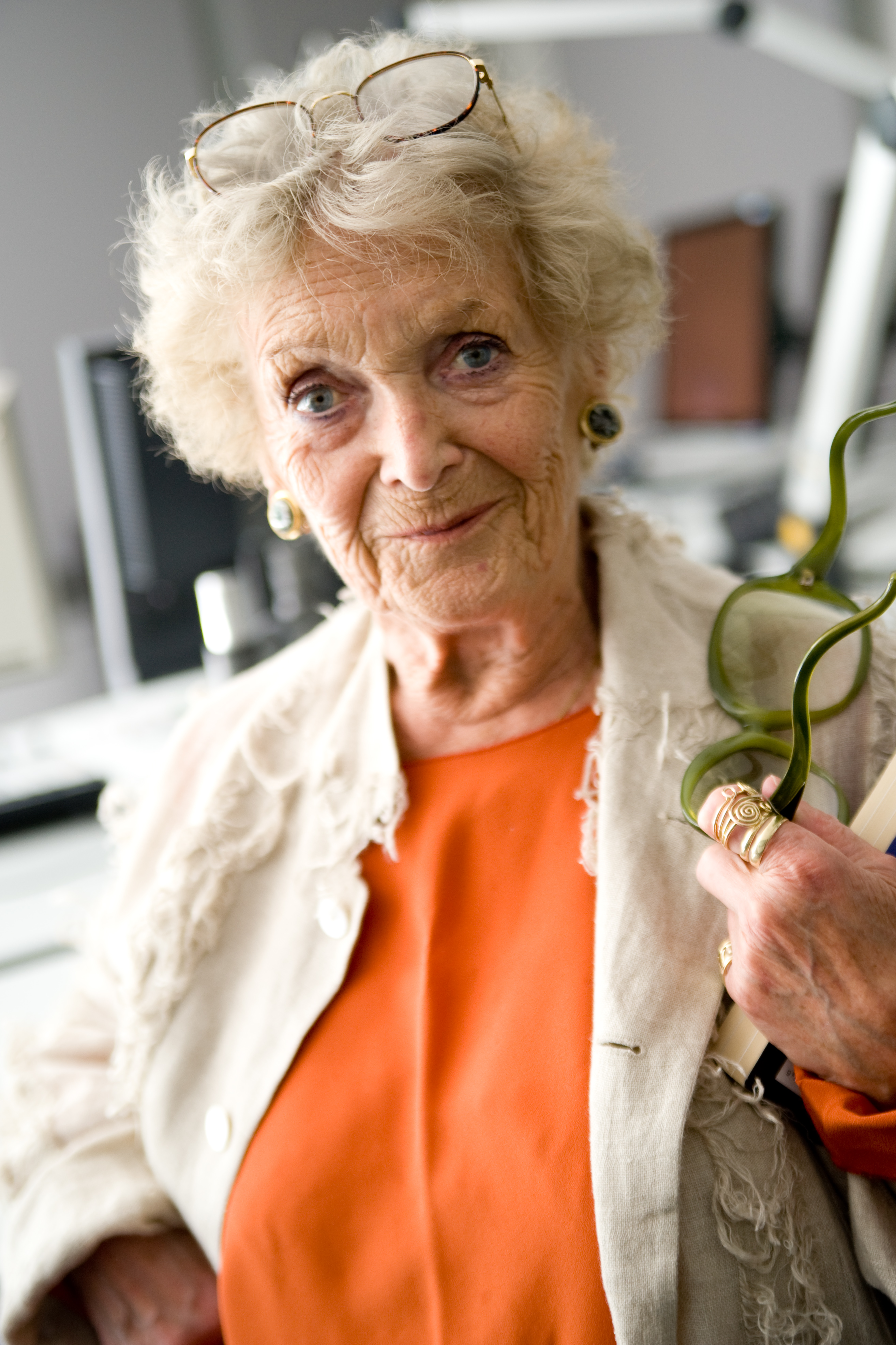
Stephanie Glaser (* 1920)

- 1901: David Marcus, US-amerikanisch-israelischer Offizier, erster Brigadegeneral der israelischen Armee
- 1901: Cosmé McMoon, mexikanisch-US-amerikanischer Pianist und Komponist
- 1902: Bruno Arno, deutscher Schauspieler, Kabarettist, Choreograph und Tänzer
- 1902: Józef Chwedczuk, polnischer Organist und Musikpädagoge
- 1902: Hal Holmes, US-amerikanischer Politiker
- 1902: Fritz Straßmann, deutscher Chemiker, Mitentdecker der Kernspaltung
- 1902: Herma Szabó, österreichische Eiskunstläuferin
- 1903: Rudolf Beiswanger, deutscher Schauspieler, Hörfunksprecher und Theaterintendant
- 1903: Morley Callaghan, kanadischer Schriftsteller
- 1903: Frank Plumpton Ramsey, britischer Mathematiker und Logiker
- 1903: Just Scheu, deutscher Komponist und Librettist, Schauspieler und Drehbuchautor
- 1903: Alexis von Roenne, deutscher Offizier, Widerstandskämpfer gegen den Nationalsozialismus
- 1904: Robert Thomas Ashmore, US-amerikanischer Politiker
- 1904: Clemens Lugowski, deutscher Germanist
- 1904: Ernst Jakob Henne, deutscher Motorsportler
- 1904: Stephanos I. Sidarouss, ägyptischer Patriarch und Kardinal
- 1906: Aurelio Arturo, kolumbianischer Schriftsteller und Lyriker
- 1906: Edmund von Borck, deutscher Komponist und Dirigent
- 1906: Adele Marcus, US-amerikanische Pianistin
- 1906: Egano Righi-Lambertini, italienischer Geistlicher, vatikanischer Diplomat, Kurienkardinal
- 1907: Theodore Annemann, US-amerikanischer Zauberkünstler
- 1907: Georg Braun, österreichischer Fußballspieler und -trainer
- 1907: Georg Christian von Lobkowitz, tschechoslowakischer Adliger und Automobilrennfahrer
- 1907: Sheldon Leonard, US-amerikanischer Film- und Fernseh-Produzent, Regisseur, Drehbuchautor und Schauspieler
- 1907: Heinrich Schneider, deutscher Politiker, MdL, Landesminister, Landtagspräsident, MdB
- 1907: Rex Stewart, US-amerikanischer Jazzkornettist
- 1907: Hermann Tomada, deutscher Bildhauer
- 1907: Robert Young, US-amerikanischer Schauspieler
- 1908: Rómulo Betancourt, venezolanischer Staatspräsident
- 1908: John Mills, britischer Schauspieler
- 1908: Paul Sixt, deutscher Kapellmeister
- 1909: Danny Biasone, US-amerikanischer Unternehmer
- 1909: Angelo Francesco Lavagnino, italienischer Komponist
- 1909: Lotte Meyer, deutsche Schauspielerin
- 1910: Wilfried Lange, deutscher Schachmeister und Schachorganisator
- 1910: Baltasar Lobo, spanischer Bildhauer und Zeichner
- 1911: Bill Baker, US-amerikanischer Baseballspieler
- 1913: Hugh Garner, kanadischer Schriftsteller
- 1913: Gregorio Walerstein, mexikanischer Filmproduzent und Drehbuchautor
- 1914: Renato Dulbecco, italienisch-US-amerikanischer Biologe und Nobelpreisträger
- 1914: Karl Otto Götz, deutscher Maler, Vertreter der abstrakten Kunst und des Informel, Lyriker des Surrealismus
- 1916: Gertrud Burgsthaler-Schuster, österreichische Opernsängerin
- 1917: Louis Auriacombe, französischer Dirigent
- 1917: Jane Bowles, US-amerikanische Schriftstellerin
- 1918: Sid Abel, kanadischer Eishockeyspieler und -trainer
- 1918: George Constantine, US-amerikanischer Rennfahrer
- 1918: Robert Wadlow, US-amerikanischer Mann, größter nachgewiesener Mensch der Geschichte
- 1919: Henri Arnoldus, niederländischer Autor
- 1919: Jiří Pauer, tschechischer Komponist
- 1920: Stephanie Glaser, Schweizer Schauspielerin
- 1920: Maria Hellwig, deutsche Sängerin, Moderatorin und Entertainerin
- 1920: Karl-Heinz Schwab, deutscher Jurist, Professor für bürgerliches Recht und Zivilprozessrecht
- 1921: Sune Andersson, schwedischer Fußballspieler und -trainer
- 1921: Jean-Bédel Bokassa, zentralafrikanischer Staatspräsident und Kaiser
- 1921: Giulietta Masina, italienische Schauspielerin
- 1921: Wayne C. Booth, US-amerikanischer Literaturwissenschaftler
- 1922: Andre Asriel, österreichisch-deutscher Komponist
- 1922: Apostolos Santas, griechischer Widerstandskämpfer gegen die deutsche Besatzung im Zweiten Weltkrieg
- 1922: Marshall Teague, US-amerikanischer Autorennfahrer
- 1923: Albino Aroso, portugiesischer Arzt und Politiker
- 1923: Benno Erhard, deutscher Jurist und Politiker, MdL, MdB

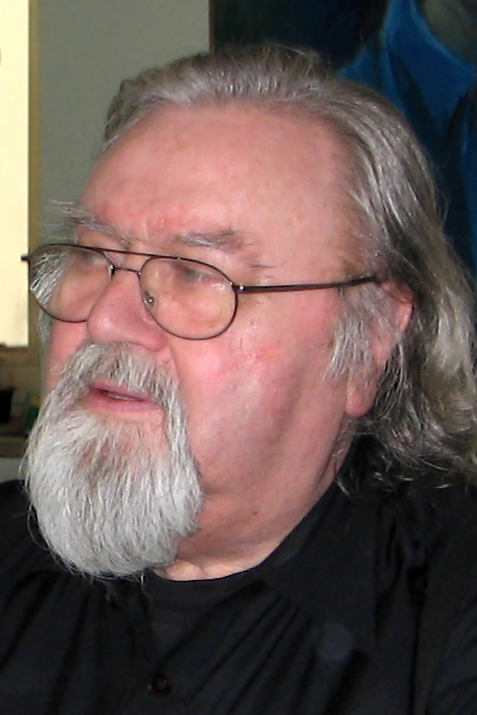
Heimar Fischer-Gaaden (* 1923)

- 1923: Heimar Fischer-Gaaden, deutscher Bildnismaler
- 1923: Billy Mo, deutscher Jazz-Trompeter und Schlagersänger
- 1923: Günter Möbus, deutscher Geologe
- 1923: Heinz Singer, deutscher Handballspieler
- 1923: Bleddyn Williams, walisischer Rugbyspieler
- 1923: Norman Smith, britischer Tontechniker
- 1924: Herbert Schweiger, österreichischer Publizist
- 1925: Johannes Agnoli, deutscher Politikwissenschaftler
- 1925: Philip Edward Archer, ghanaischer Jurist
- 1925: Edward Gorey, US-amerikanischer Autor und Illustrator
- 1925: Rupert Riedl, österreichischer Zoologe

#### 1926–1950
- 1926ː Félicie Affolter, Schweizer Psychologin und Psychotherapeutin
- 1926: Finn Gustavsen, norwegischer Sozialist und Politiker
- 1926: Kenneth Williams, britischer Schauspieler und Komiker
- 1927: Florencio Campomanes, philippinischer Schachspieler und -funktionär
- 1927: Ernst Huberty, luxemburgisch-deutscher Sportjournalist und Fernsehmoderator („Mister Sportschau“)
- 1928: Heinz Allenspach, Schweizer Politiker
- 1928: Hermann Hoffmann, deutscher Radiomoderator und Komiker
- 1928: Axel Strøbye, dänischer Schauspieler
- 1929: Giacomo Babini, italienischer Geistlicher, Bischof von Grosseto
- 1929: James Hong, US-amerikanischer Schauspieler, Filmproduzent, Filmregisseur und Drehbuchautor
- 1929: Helmut Rosenvald, estnischer Komponist und Violinist
- 1929: Anny Schlemm, deutsche Opernsängerin
- 1930: Giuliano Montaldo, italienischer Filmemacher und Regisseur
- 1930: Alfredo Sadel, venezolanischer Sänger und Schauspieler
- 1931: Georg Brühl, deutscher Kunstwissenschaftler, Publizist und Kunstsammler

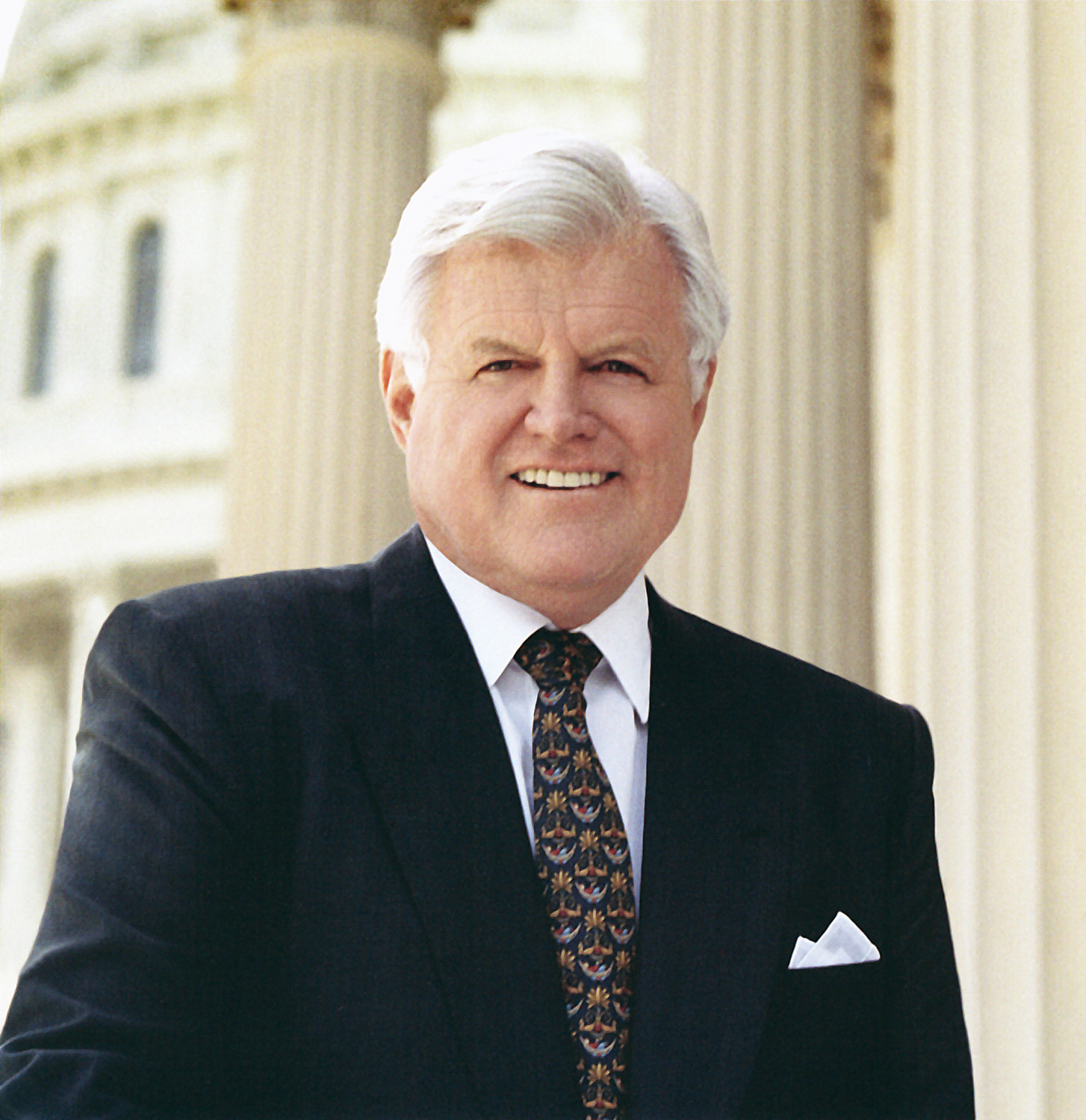
Edward Kennedy (* 1932)

- 1932: Edward „Ted“ Kennedy, US-amerikanischer Politiker, Senator von Massachusetts
- 1932: Robert Opron, französischer Architekt und Automobildesigner
- 1932: Siobhán Vernon, irische Mathematikerin
- 1933: Zygmunt Kamiński, Bischof von Stettin-Cammin
- 1933: Christopher Ondaatje, britisch-kanadischer Schriftsteller und Unternehmer
- 1933: Peter Rohland, deutscher Liedermacher und Sänger
- 1933: Katharine, Duchess of Kent, britische Adlige
- 1933: Faith Thomas, australische Cricket- und Hockeyspielerin, erste Aborigine, die in einer australischen Nationalmannschaft spielte
- 1934: George Lee Anderson, US-amerikanischer Baseballspieler und -manager
- 1934: Phyllis Perkins, britische Mittelstreckenläuferin
- 1935: Quirin Amper Jr., deutscher Komponist
- 1935: Danilo Kiš, serbischer Schriftsteller
- 1936: John Michael Bishop, US-amerikanischer Virologe
- 1936: Ádám Bodor, ungarischsprachiger rumänischer Schriftsteller
- 1936: Eduardo Cabrera, kubanischer Pianist, Arrangeur und Bandleader
- 1936: Karol Divín, slowakischer Eiskunstläufer
- 1936: Ernie K-Doe, US-amerikanischer Sänger
- 1936: Martin Mußgnug, deutscher Politiker, MdL
- 1936: Marianne Rogée, deutsche Schauspielerin und Synchronsprecher
- 1936: Gene Watts, US-amerikanischer Posaunist
- 1937: Dubravko Detoni, kroatischer Komponist, Pianist und Schriftsteller
- 1937: Joanna Russ, US-amerikanische Autorin und Wissenschaftlerin
- 1937: Rolf Schafstall, deutscher Fußballspieler und -trainer
- 1938: Karin Dor, deutsche Schauspielerin
- 1938: Christa Luft, deutsche Politikerin, Wirtschaftsministerin der DDR, MdB
- 1938: John Cunningham, britischer Geistlicher, Bischof von Galloway
- 1938: Predrag Ostojić, jugoslawischer Schachmeister
- 1939: Rüdiger Minor, deutscher Bischof der Evangelisch-methodistischen Kirche
- 1939ː Su Rogers, britische Architektin, Designerin und Universitätsdozentin
- 1939: Gōzō Yoshimasu, japanischer Lyriker
- 1940: Jacques Andrieux, französischer Fußballspieler
- 1940: Jon Elster, norwegisch-US-amerikanischer Soziologe
- 1940: Billy Name, US-amerikanischer Fotograf und Filmemacher
- 1940: Chet Walker, US-amerikanischer Basketballspieler
- 1941: Giorgos Arvanitis, griechischer Kameramann
- 1941: Jack Darcus, kanadischer Regisseur, Drehbuchautor, Maler und Schriftsteller
- 1941: Günter Fischer, deutscher Politiker, MdL
- 1941: Hipólito Mejía, dominikanischer Staatspräsident
- 1941: Jürgen Nöldner, deutscher Fußballspieler
- 1941: Jean-Pierre Rouget, französischer Autorennfahrer
- 1942: Christine Keeler, britisches Model und Showgirl

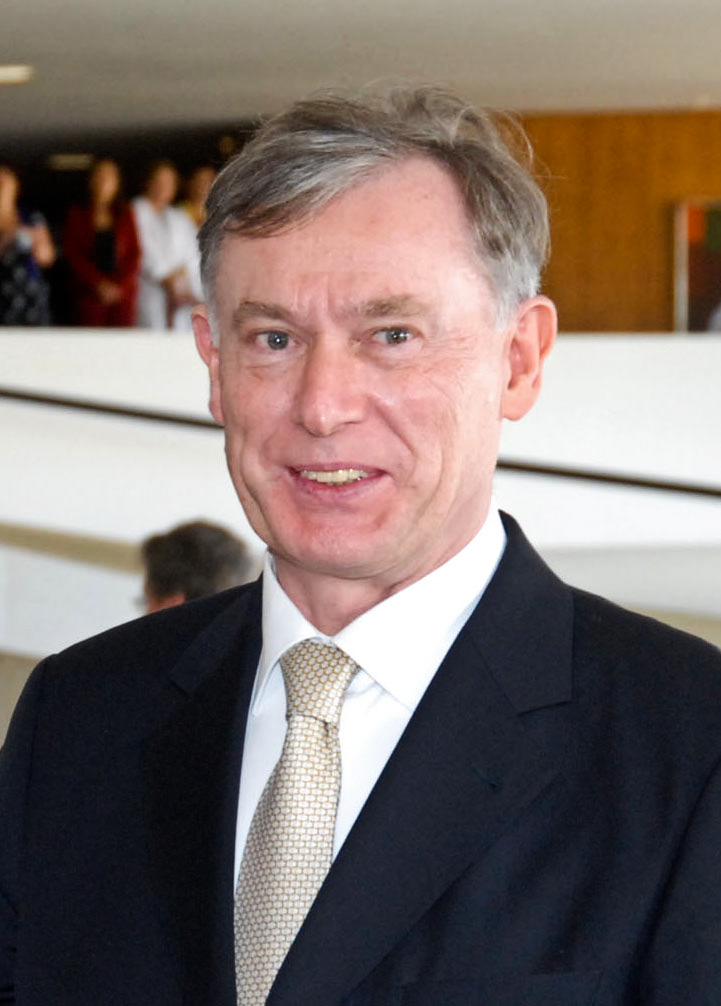
Horst Köhler (* 1943)

- 1943: Horst Köhler, deutscher Politiker und Ökonom, Bundespräsident, geschäftsführender Direktor des Internationalen Währungsfonds (IWF)
- 1943: Eduard Weniaminowitsch Limonow, russischer Autor und Politiker
- 1943: Jean-Luc Maury-Laribière, französischer Autorennfahrer und Unternehmer
- 1944: Jorge de Bagration, spanischer Autorennfahrer
- 1944: Jonathan Demme, US-amerikanischer Filmregisseur
- 1944: Benny Hansen, dänischer Schauspieler
- 1944: Tom Okker, niederländischer Tennisspieler
- 1944: Jean-Louis Ricci, französischer Autorennfahrer
- 1944: Tucker Smallwood, US-amerikanischer Schauspieler und Autor
- 1945: Leslie Charleson, US-amerikanische Schauspielerin
- 1945: Helen Mary Hill, australische Soziologin
- 1945: Antje-Katrin Kühnemann, deutsche Fernsehmoderatorin und Ärztin
- 1945: Gerda Uhlemann, deutsche Leichtathletin
- 1946: Éric Marie Pierre Henri Aumonier, französischer Bischof
- 1947: Jean-Claude Depince, französischer Autorennfahrer
- 1948: John David Ashton, US-amerikanischer Schauspieler
- 1948: Angelika Bender, deutsche Schauspielerin und Sprecherin
- 1948: Felix Gutzwiller, Schweizer Politiker
- 1949: Klaus Amann, österreichischer Literaturwissenschaftler
- 1949: Alan Barnard, Anthropologe und Ethnologe
- 1949: Manfred Deix, österreichischer Karikaturist und Cartoonist

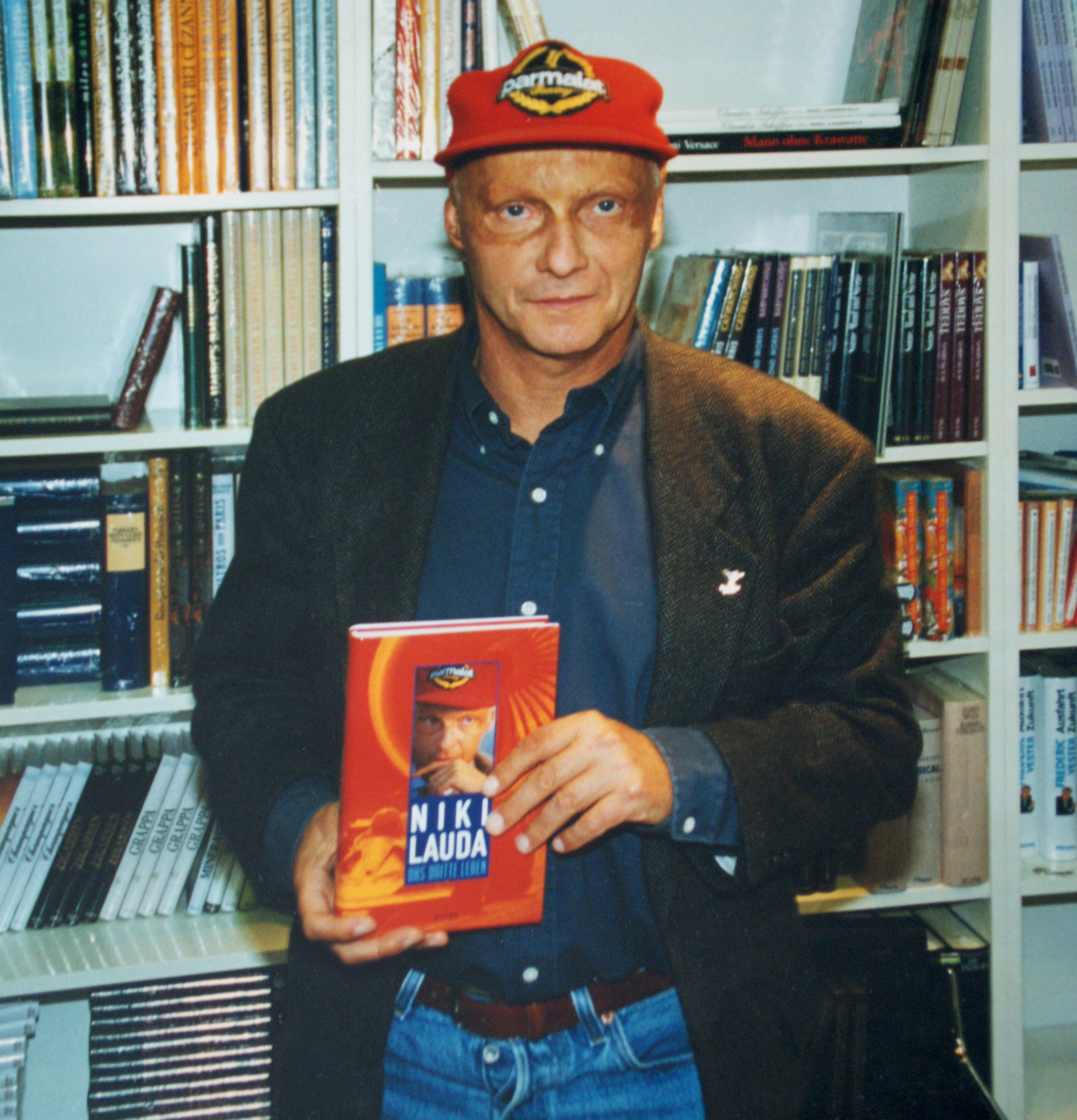
Niki Lauda (* 1949)

- 1949: Niki Lauda, österreichischer Rennfahrer, Unternehmer und Pilot
- 1949: Luigi Taverna, italienischer Autorennfahrer
- 1949: Joachim Witt, deutscher Musiker
- 1950: Aun Schaukat al-Chasauneh, jordanischer Diplomat und Jurist
- 1950: Julius Erving, US-amerikanischer Basketballspieler

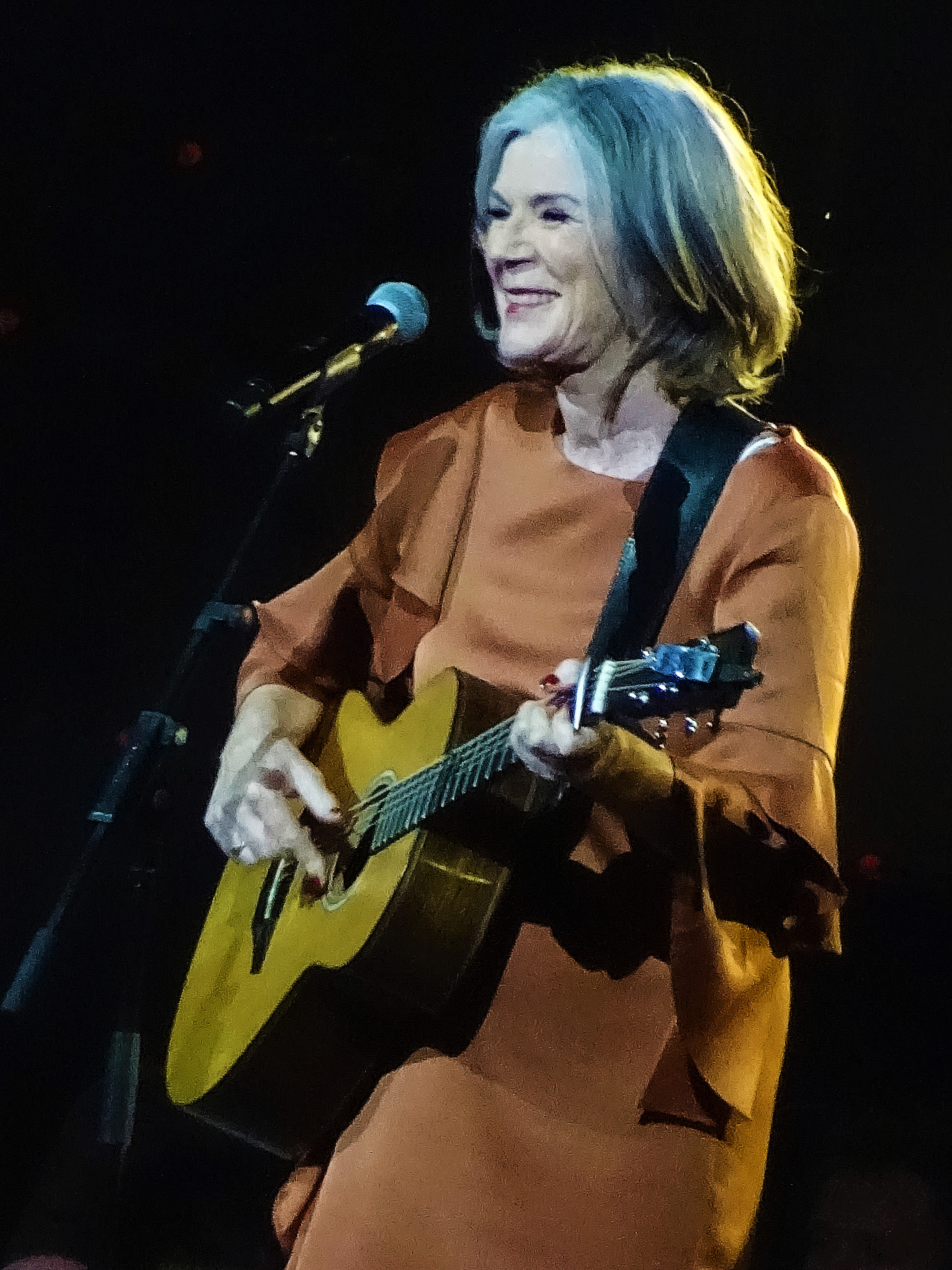
Lenny Kuhr (* 1950)

- 1950: Lenny Kuhr, niederländische Sängerin
- 1950: Miou-Miou, französische Filmschauspielerin
- 1950: Simon Schobel, rumänisch-deutscher Handballspieler und -trainer

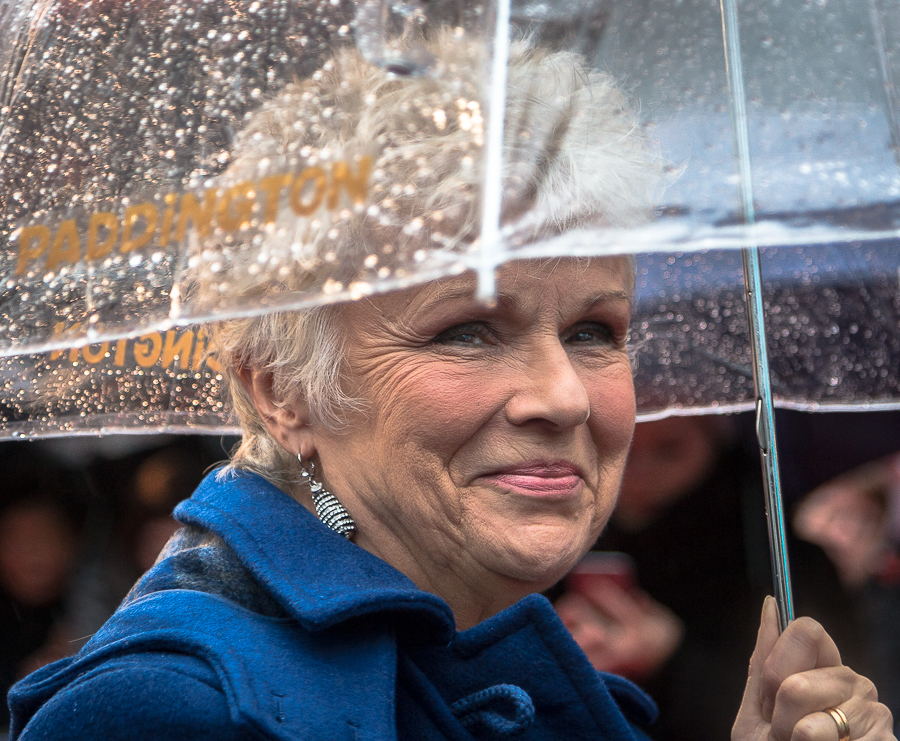
Julie Walters (* 1950)

- 1950: Julie Walters, britische Schauspielerin
- 1950: Peter Zwegat, deutscher Schuldnerberater, Sozialarbeiter und TV-Darsteller

#### 1951–1976
- 1951: Rolf-Dieter Krause, deutscher Fernsehjournalist
- 1951: Mirko Smiljanic, Hörfunk- und Wissenschaftsjournalist
- 1952: Bernd August, deutscher Boxer
- 1952: Torgjer Kleppe, norwegischer Autorennfahrer
- 1952: Helmut Nieuwenhuis, deutscher Jurist
- 1952: Thomas Wessinghage, deutscher Leichtathlet
- 1953: Evelin Kaufer, deutsche Leichtathletin, Olympiamedaillengewinnerin
- 1955: David Axelrod, US-amerikanischer Politberater

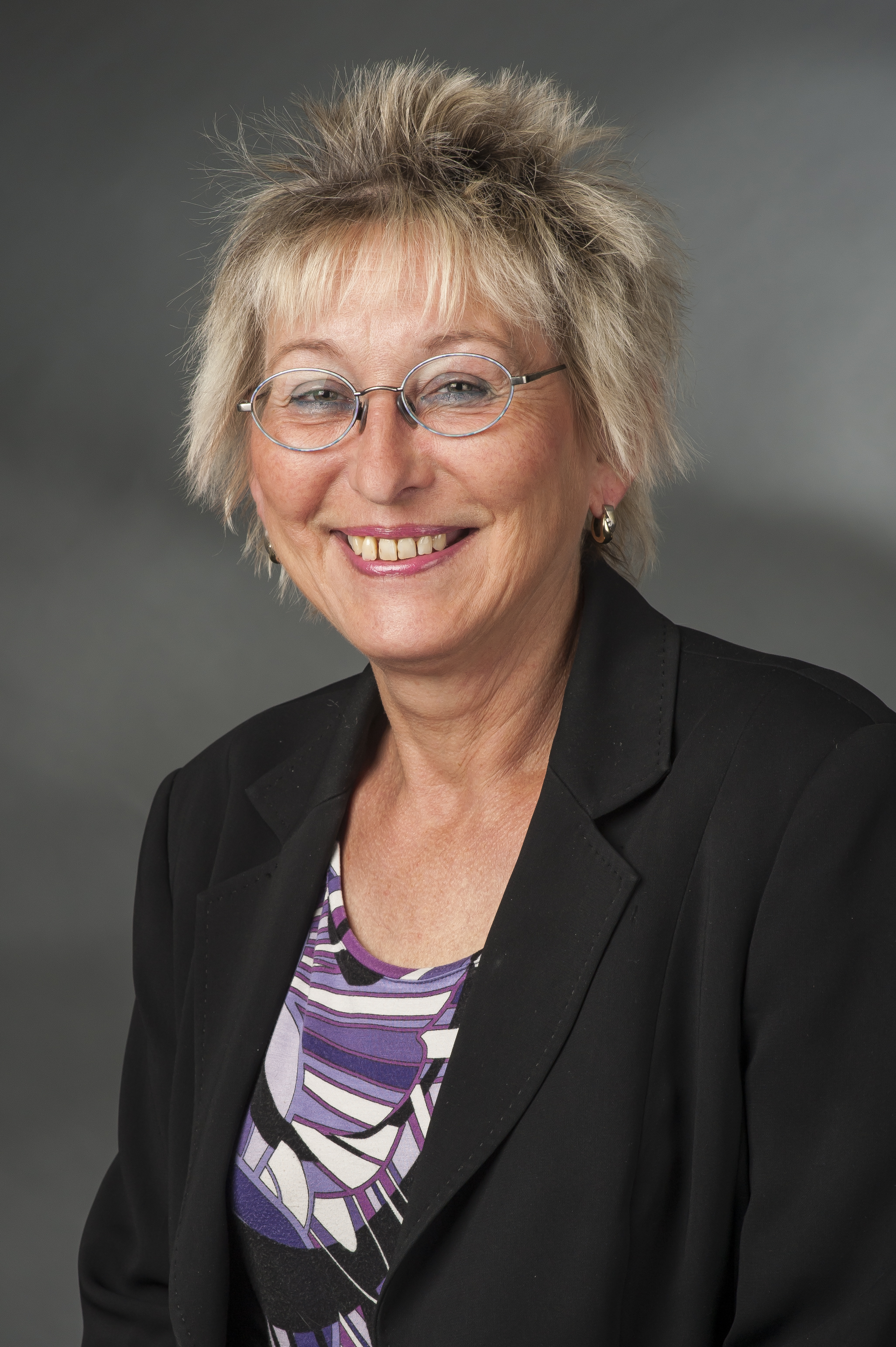
Eva Bulling-Schröter (* 1956)

- 1956: Eva Bulling-Schröter, deutsche Politikerin, MdB
- 1956: Detlef Kübeck, deutscher Leichtathlet
- 1957: Arsen Baschirowitsch Kanokow, Präsident von Kabardino-Balkarien
- 1957: Ursula Hantl-Unthan, deutsche Juristin
- 1958: Ehud Adam, israelischer General
- 1958: Almo Coppelli, italienischer Autorennfahrer
- 1958: Torill Fjeldstad, norwegische Skirennläuferin
- 1959: Michail Naumowitsch Gurewitsch, belgischer Schachmeister
- 1959: Holger Hieronymus, deutscher Fußballspieler
- 1959: Kyle MacLachlan, US-amerikanischer Schauspieler
- 1959: Hans Stefan Steinheuer, deutscher Koch
- 1959: Margarethe Tiesel, österreichische Schauspielerin
- 1960: Tillmann Loch, deutscher Urologe und Handballspieler
- 1961: Cristina Anghelescu, rumänische Geigerin
- 1961: Peter Pfändler, Schweizer Kabarettist und Moderator
- 1962: Christian Aebersold, Schweizer Orientierungsläufer
- 1962: Alexander Bisenz, österreichischer Kabarettist und Maler

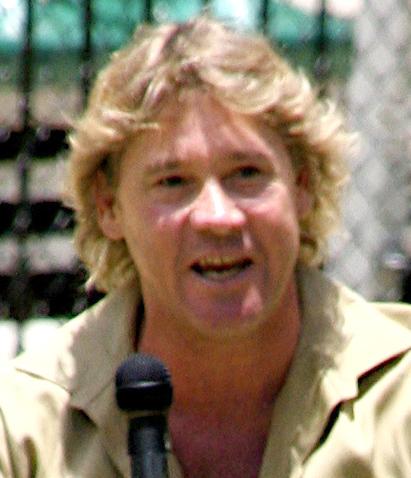
Steve Irwin (* 1962)

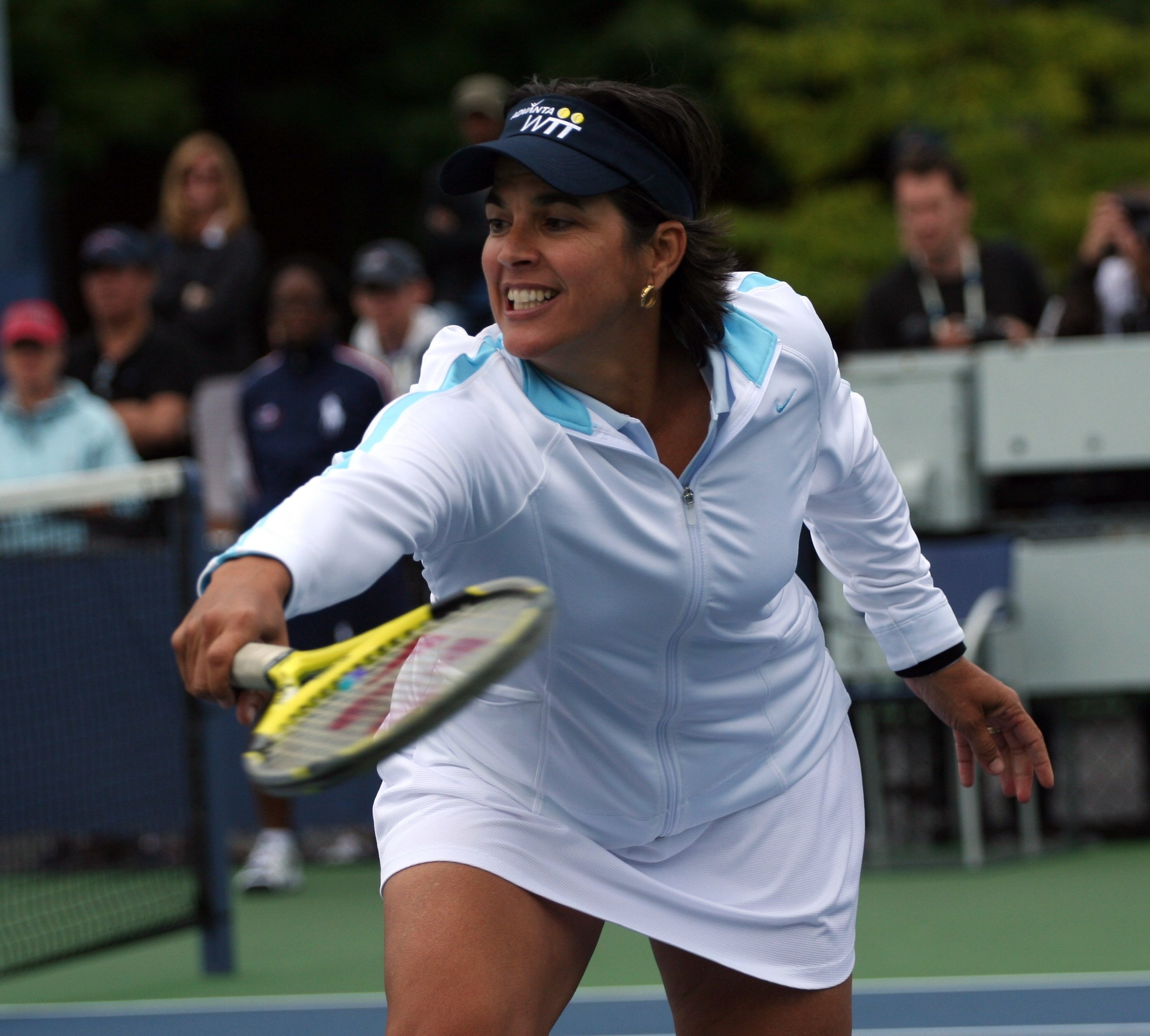
Gigi Fernández (* 1964)

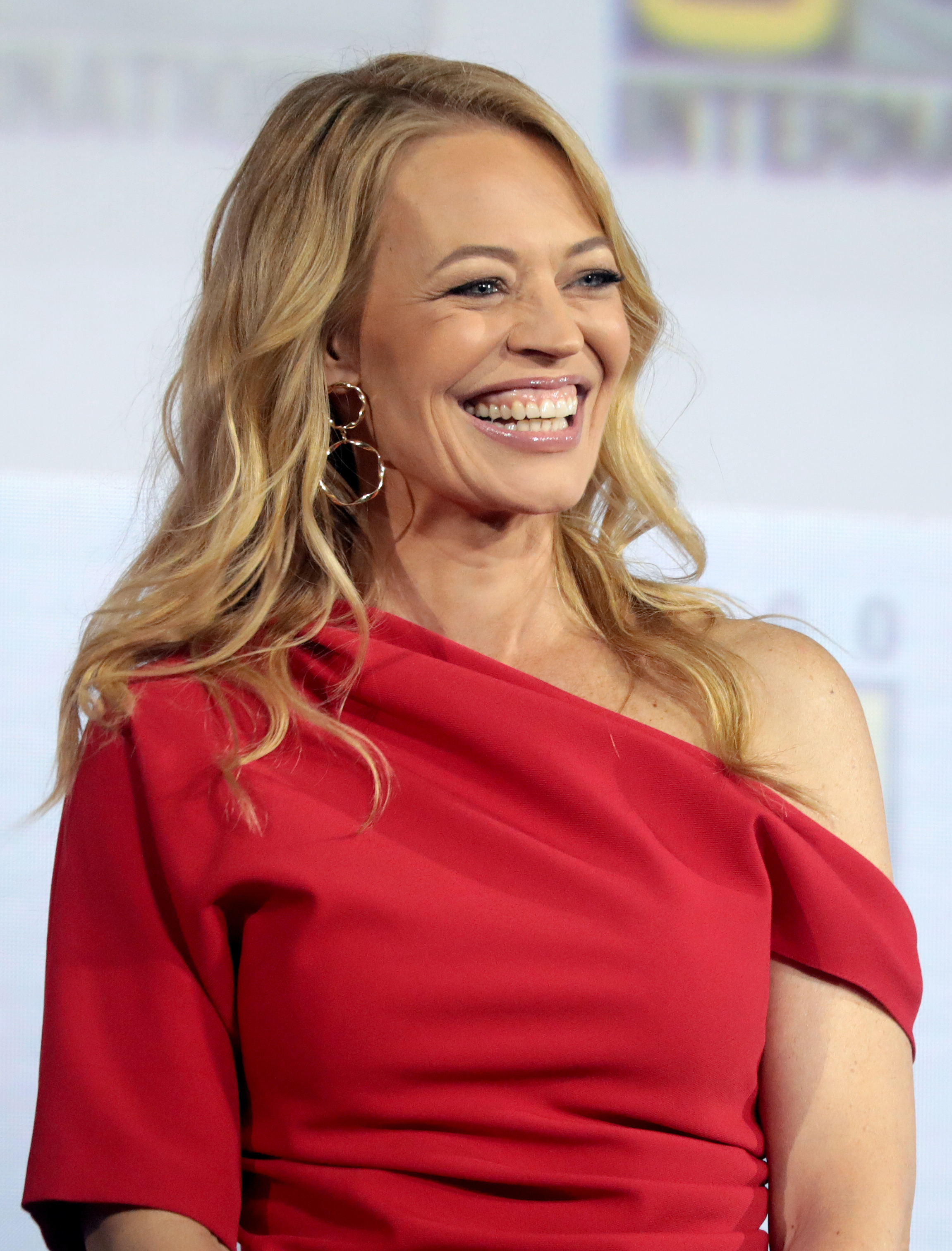
Jeri Ryan (* 1968)

- 1962: Steve Irwin, australischer Naturschützer und Dokumentarfilmer
- 1962: Olivier Latry, französischer Organist, Improvisator und Musikpädagoge
- 1963: Andrew Adonis, britischer Politiker
- 1963: Carin Hernskog, schwedische Freestyle-Skierin
- 1963: Josef Novotny, österreichischer Komponist und Musiker
- 1963: Hans-Peter Portmann, Schweizer Bankdirektor und Politiker
- 1963: Vijay Singh, indischer Golfspieler
- 1964: Gigi Fernández, US-amerikanische Tennisspielerin
- 1964: Andy Gray, englischer Fußballspieler und -trainer
- 1964: William Tanui, kenianischer Leichtathlet, Olympiasieger
- 1964: Magnus Wislander, schwedischer Handballspieler und -trainer
- 1964: Karin Kienzer, österreichische Schauspielerin
- 1967: Dmitri Iwanowitsch Dedow, russischer Jurist und Richter
- 1967: Dragan Đilas, serbischer Politiker und Geschäftsmann
- 1967: Avi Gabbay, israelischer Manager und Politiker
- 1967: Herwig Gössl, Weihbischof in Bamberg
- 1967: Marianne Ihalainen, finnische Eishockeyspielerin
- 1967: Artūras Kasputis, litauischer Radrennfahrer
- 1967: Hirotaka Okada, japanischer Judoka
- 1967: Alf Poier, österreichischer Liedermacher und Kabarettist
- 1967: Serghei Stroenco, moldauischer Fußballspieler
- 1967: Thomas Westphal, deutscher Politiker
- 1968: Bradley Nowell, US-amerikanischer Rockmusiker
- 1968: Jeri Ryan, US-amerikanische Schauspielerin
- 1968: Ulrike Stanggassinger, deutsche Skirennläuferin
- 1969: Peter Auwärter, deutscher Tischtennisspieler
- 1969: Mark Chmura, US-amerikanischer American-Football-Spieler
- 1969: Hans Klok, niederländischer Magier
- 1969: Brian Laudrup, dänischer Fußballspieler
- 1969: Juri Stepanow, russischer Badmintonspieler
- 1969: Marc Wilmots, belgischer Fußballspieler und -trainer
- 1970: Marc Nagel, deutscher Handballspieler und -trainer
- 1970: Wolfram Waibel jr., österreichischer Sportschütze
- 1971: Arnon Grunberg, niederländischer Autor
- 1971: Jason Marshall, kanadischer Eishockeyspieler
- 1971: Lea Salonga, philippinische Musicaldarstellerin
- 1971: Andrea Stella, italienischer Motorsporttechniker

Michael Chang (* 1972)

- 1972: Michael Chang, US-amerikanischer Tennisspieler
- 1972: Kari Eisenhut, Schweizer Gleitschirmpilot
- 1972: Claudia Pechstein, deutsche Eisschnellläuferin, Olympiasiegerin
- 1972: Haim Revivo, israelischer Fußballspieler
- 1972: Markus Rühl, deutscher Bodybuilder
- 1972: Rolando Villazón, franco-mexikanischer Opernsänger
- 1973: Artschil Arweladse, georgischer Fußballspieler
- 1973: Schota Arweladse, georgischer Fußballspieler und -trainer
- 1973: Plamen Kralew, bulgarischer Rennfahrer
- 1973: Anthony Pons, französischer Autorennfahrer
- 1974: James Blunt, britischer Sänger und Songwriter
- 1974: Pulsedriver, deutscher Trance-DJ
- 1974: Markus Schopp, österreichischer Fußballspieler
- 1975: Annakin, Schweizer Musikerin

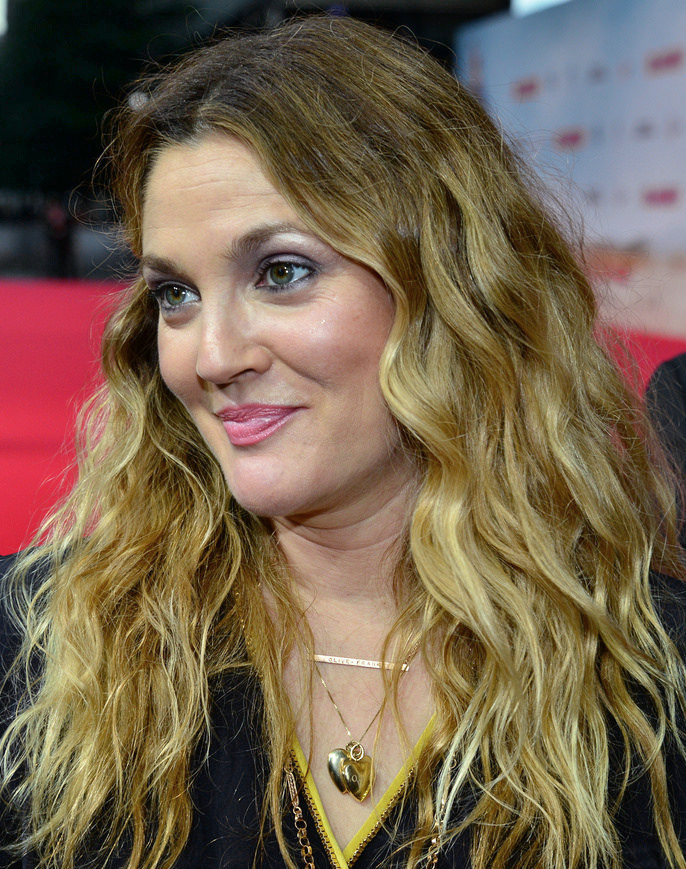
Drew Barrymore (* 1975)

- 1975: Drew Barrymore, US-amerikanische Schauspielerin und Filmproduzentin
- 1975: Mathias Franzén, schwedischer Handballspieler und -trainer
- 1975: Fele Martínez, spanischer Schauspieler
- 1975: Thomas Meggle, deutscher Fußballspieler

#### 1976–2000
- 1976: Kenneth Åkesson, norwegischer Gitarrist und Schlagzeuger
- 1976: Christopher Isengwe, tansanischer Langstreckenläufer
- 1977: Claudia Hiersche, deutsche Moderatorin und Schauspielerin
- 1977: Timo Rose, deutscher Regisseur und Produzent
- 1977: Julio Hernán Rossi, italienisch-argentinischer Fußballspieler
- 1977: Hakan Yakin, Schweizer Fußballspieler türkischer Herkunft
- 1978: Jenny Frost, britische Sängerin, Tänzerin, Fernsehmoderatorin und Model
- 1979: Brett Emerton, australischer Fußballspieler
- 1979: Christina Hecke, deutsche Schauspielerin
- 1980: Kai Albrecht, deutscher Schauspieler
- 1980: Philippe Alméras, französischer Autorennfahrer
- 1980: Jeanette Biedermann, deutsche Schauspielerin, Popsängerin, Synchronsprecherin und Songwriterin

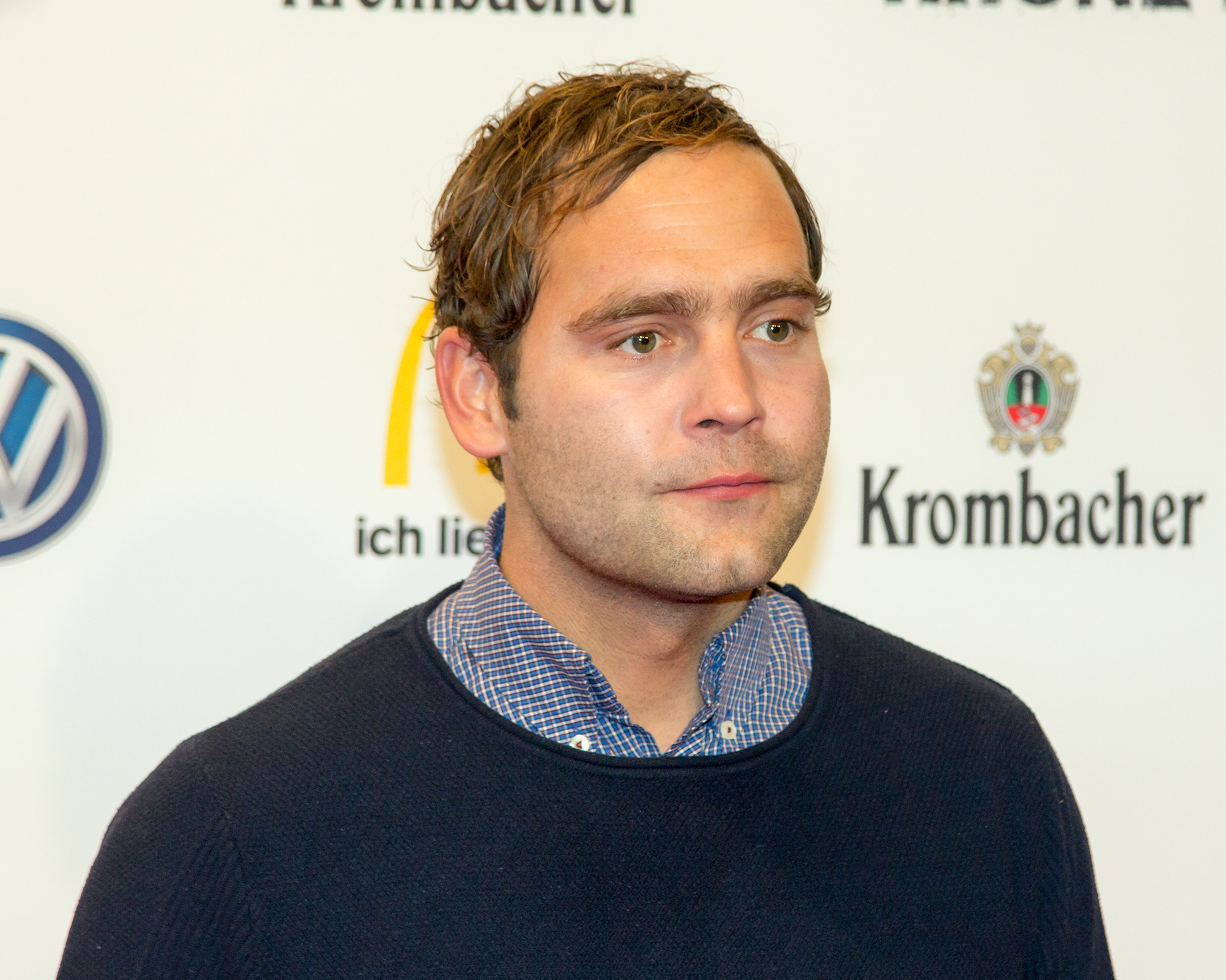
Bosse (* 1980)

- 1980: Bosse, deutscher Gitarrist und Sänger
- 1980: Oscar Chaplin, US-amerikanischer Gewichtheber
- 1980: Femke Maes, belgische Fußballspielerin
- 1980: Michael David Pate, deutscher Regisseur
- 1980: Christine Theiss, deutsche Kickboxerin, Weltmeisterin
- 1981: Chakuza, österreichischer Rapper
- 1982: Jacob Armen, US-amerikanischer Schlagzeuger
- 1982: Jenna Haze, US-amerikanische Pornodarstellerin und Regisseurin
- 1982: Travis Mayer, US-amerikanischer Freestyle-Skier
- 1983: Mohamad Asfari, syrischer Poolbillardspieler
- 1983: Marwa Eldessouky, ägyptisch-deutsche Fernsehmoderatorin und Journalistin
- 1984: Dani Arnold, Schweizer Extrembergsteiger
- 1984: Branislav Ivanović, serbischer Fußballspieler
- 1984: Najib Naderi, afghanischer Fußballspieler
- 1985: Hameur Bouazza, algerischer Fußballspieler
- 1985: Ross Hutchins, britischer Tennisspieler

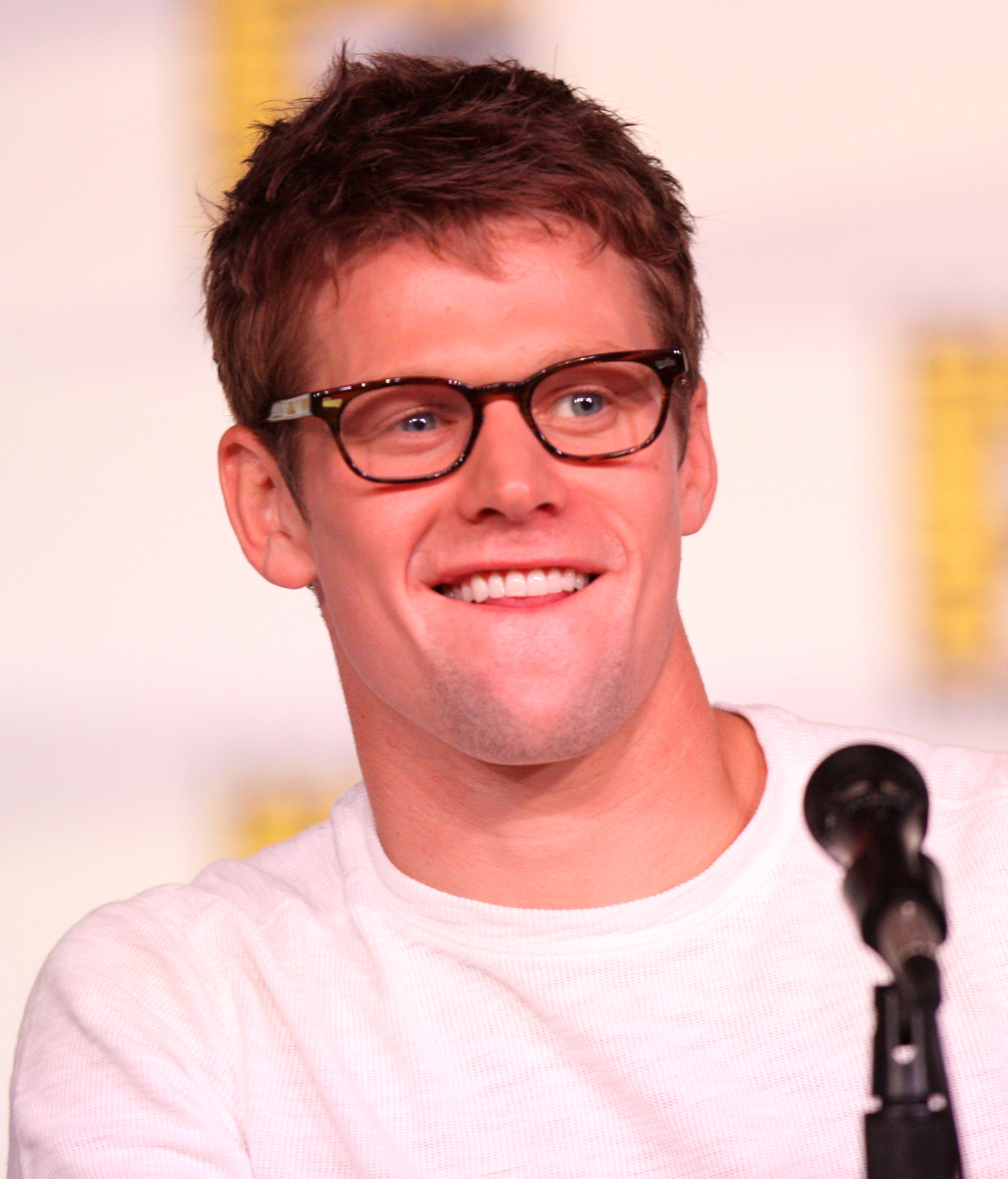
Zach Roerig (* 1985)

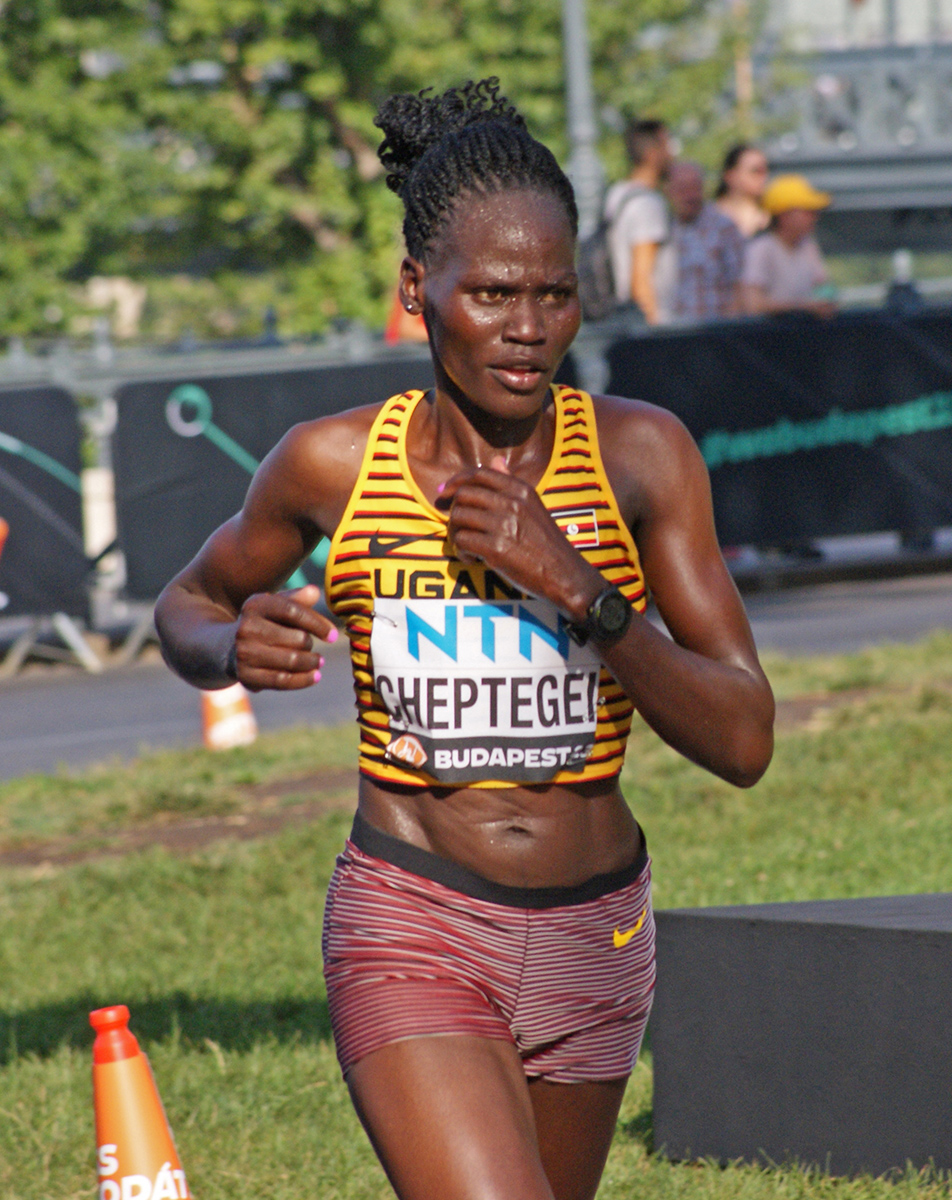
Rebecca Cheptegei (* 1991)

- 1985: Zach Roerig, US-amerikanischer Schauspieler
- 1986: Norbert Kleinwächter, deutscher Politiker
- 1986: Monika Müller-Seps, Schweizer Schachspielerin
- 1986: Rajon Rondo, US-amerikanischer Basketballspieler
- 1987: Han Hyo-joo, südkoreanische Schauspielerin
- 1987: Valentin Lusin, russischstämmiger Tänzer und Tanzsporttrainer
- 1987: Enzo Pérez, argentinischer Fußballspieler
- 1987: Sergio Romero, argentinisch-italienischer Fußballspieler
- 1987: Johannes Theobald, deutscher Rennfahrer
- 1988: Citra Febrianti, indonesische Gewichtheberin
- 1988: Efraín Juárez, mexikanischer Fußballspieler
- 1990: Christian Andree, deutscher Florett- und Degen-Fechter
- 1991ː Rebecca Cheptegei, ugandische Langstreckenläuferin, Opfer eines Femizids
- 1991: Malika Dzumaev, deutsche Tänzerin
- 1991: Marc Endres, deutscher Fußballspieler
- 1992: Alexander Merkel, deutscher Fußballspieler
- 1992: Haris Seferović, Schweizer Fußballspieler
- 1993: Matthias Hochegger, österreichischer Nordischer Kombinierer
- 1995: Moritz Preuss, deutscher Handballspieler
- 1998: Frederick Ramirez, philippinischer Sprinter
- 1998: Einer Rubio, kolumbianischer Radrennfahrer
- 2000: Adrian Stanilewicz, polnisch-deutscher Fußballspieler

### 21. Jahrhundert
- 2001: Matteo Arnaldi, italienischer Tennisspieler
- 2001: Abigail Strate, kanadische Skispringerin
- 2003: Isra Hirsi, US-amerikanische Umweltaktivistin

## Gestorben

### Vor dem 16. Jahrhundert
- 0440: Thalassios, Heiliger, Einsiedler und Asket aus Kyrrhos/Syrien
- 0606: Sabinianus, Papst
- 0793: Sicga, angelsächsischer Adliger aus dem Königreich Northumbria
- 0970: García I., König von Navarra
- 1071: Arnulf III., Graf von Flandern und als Arnulf I. Graf von Hennegau
- 1071: William FitzOsbern, 1. Earl of Hereford, Verwalter und Ratgeber von William I. von England
- 1078: Johannes von Fécamp, Abt von Fécamp
- 1090: Rüdiger Huzmann, Bischof von Speyer
- 1111: Roger Borsa, Herzog von Apulien
- 1121: Werner IV. „von Grüningen“, Graf von Maden, Graf im Neckargau und Burggraf von Worms
- 1217: Jehuda ben Samuel he-Chasid, deutsch-jüdischer Schriftgelehrter, Philosoph und Ethiker, Vorläufer des Chassidismus
- 1225: Bernard IV., Graf von Comminges
- 1251: William de Cantilupe, englischer Adeliger
- 1274: Ibn Mālik, spanisch-arabischer Gelehrter
- 1288: Adelheid von Katzenelnbogen, deutsche Adelige
- 1296: Heinrich V., Herzog von Jauer, Liegnitz und Breslau
- 1297: Margareta von Cortona, franziskanische Heilige aus dem Dritten Orden
- 1321: Dietrich von Rinteln, Ratsherr und Stadthauptmann von Hannover
- 1371: David II., König von Schottland
- 1393: John Devereux, 1. Baron Devereux, englischer Adeliger, Höfling und Militär

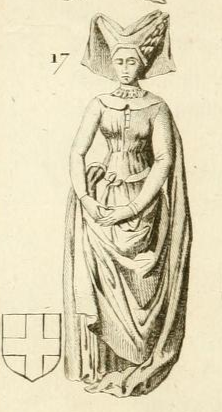
Maria von Savoyen († 1469)

- 1469: Maria von Savoyen, Herzogin von Mailand
- 1471: Jan Rokycana, tschechischer Theologe
- 1476: Heinrich XI., Herzog von Glogau
- 1481: Charles I. d’Amboise, französischer Adeliger

### 16. bis 18. Jahrhundert
- 1503: Giovanni Battista Orsini, italienischer Kardinal, Administrator des Erzbistums Tarent, Legat und Verwalter für die Romagna, Bologna und die Mark Ancona
- 1504: Thomas von Blankenfelde, Bürgermeister von Berlin
- 1512: Amerigo Vespucci, italienischer Kaufmann, Seefahrer, Navigator und Entdecker, „Namensgeber Amerikas“
- 1550: Francesco III. Gonzaga, ältester Sohn Herzogs Federico II.
- 1564: Johann Glandorp, deutscher Humanist, Pädagoge, Dichter, evangelischer Theologe und Reformator
- 1576: Bernardino Gatti, italienischer Maler
- 1587: Sophie von Brandenburg-Ansbach, Herzogin von Liegnitz
- 1610: Polykarp Leyser der Ältere, deutscher lutherischer Theologe
- 1612: García Guerra, spanischer Dominikaner, Erzbischof von Mexiko und Vizekönig von Neuspanien
- 1622: Heinrich Eckstorm, deutscher evangelischer Theologe und Pädagoge
- 1623: Hans Rudolf Sager, Schultheiss von Bern
- 1624: Heinrich Eckhard, deutscher lutherischer Theologe
- 1627: Olivier van Noort, niederländischer Seefahrer
- 1628: Pierre Dugua de Mons, französischer Adliger, Unternehmer und Entdecker
- 1629: Hans Friedrich von Drachsdorf, deutscher Hofmarschall und Hauptmann
- 1668: Johann Jakob Ulrich, Schweizer Geistlicher und Hochschullehrer
- 1671: Adam Olearius, deutscher Schriftsteller und Diplomat
- 1674: Jean Chapelain, französischer Schriftsteller

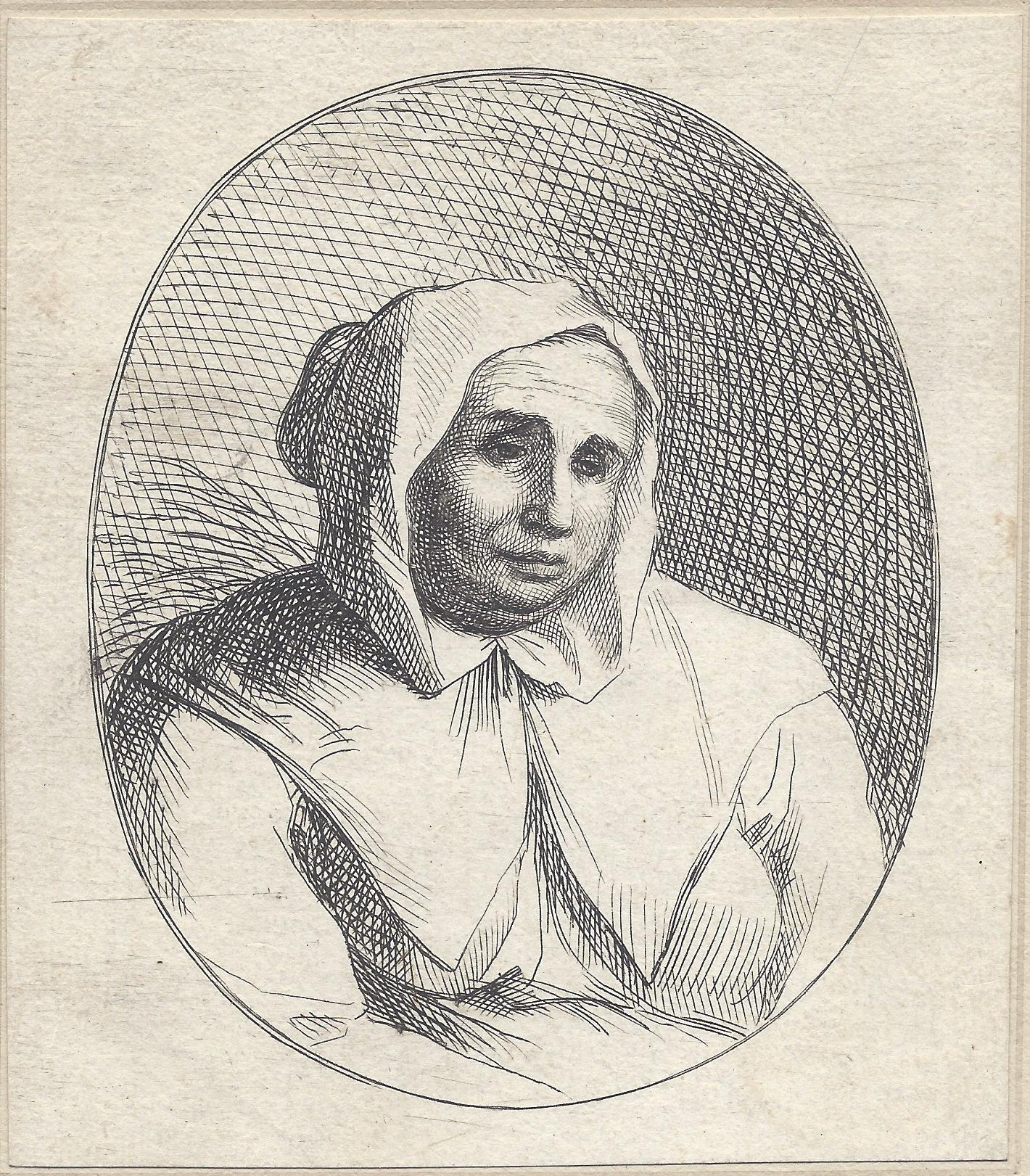
Catherine Monvoisin († 1680)

- 1680: Catherine Monvoisin, französische Serienmörderin, angebliche Hexe, Hauptbeteiligte in der so genannten Giftaffäre
- 1687: Francesco Lana Terzi, italienischer Jesuit, Entwerfer eines Vakuumluftschiffes und einer Blindenschrift
- 1693: Henrik Horn, schwedischer Feldmarschall und Generalgouverneur von Bremen und Verden
- 1707: Giacinto Calandrucci, sizilianischer Maler
- 1709: François Louis de Bourbon, Fürst von Conti
- 1721: Johann Christoph Bach, deutscher Organist, ältester Bruder von Johann Sebastian Bach
- 1730: Jan Sapieha, Großhetmann von Litauen und Feldmarschall des Russischen Reichs
- 1731: Frederik Ruysch, niederländischer Anatom und Botaniker
- 1732: Francis Atterbury, englischer Bischof von Rochester
- 1735: Georg Christian Joannis, deutscher evangelischer Theologe und Historiker
- 1737: Sebastian Högger, Schweizer Offizier in schwedischen Diensten
- 1741: Peter Solderer, Bürgermeister von Temeswar
- 1746: Guillaume Coustou der Ältere, französischer Bildhauer
- 1747: Peter Conrad Monath, deutscher Verleger
- 1750: Pietro Filippo Scarlatti, italienischer Komponist, Organist und Chorleiter
- 1753: Eleonore Maria Anna von Löwenstein-Wertheim, Landgräfin von Hessen-Rotenburg
- 1758: William Greene, britischer Gouverneur der Colony of Rhode Islands and Providence Plantations
- 1759: George Burrington, britischer Kolonialgouverneur von North Carolina
- 1766: Friedrich August von Finck, preußischer General
- 1767: Johann Martin Bernigeroth, sächsischer Kupferstecher
- 1771: Vincenzo Camuccini, italienischer Maler
- 1777: Archibald Bulloch, US-amerikanischer Jurist, Politiker und zweiter Gouverneur von Georgia
- 1780: Francesco III. d’Este, Herzog von Reggio und Modena
- 1781: Giovanni Maria Morlaiter, italienischer Bildhauer
- 1784: Sophie Volland, französische aufgeklärte Intellektuelle
- 1791: Johann Siegmund Mörl, deutscher evangelischer Geistlicher
- 1794: Caspar Friedrich Wolff, deutscher Physiologe und Anatom
- 1796: Johann Baptist Ambrosi, deutscher Theologe
- 1797: Hieronymus Carl Friedrich von Münchhausen, deutscher Adliger (Die Lügengeschichten vom Baron Münchhausen)
- 1800: Even Hammer, norwegischer Ökonom

### 19. Jahrhundert
- 1804: Joseph Benda, böhmisch-deutscher Musiker
- 1809: Johann Ludwig von Cobenzl, österreichischer Staatsmann

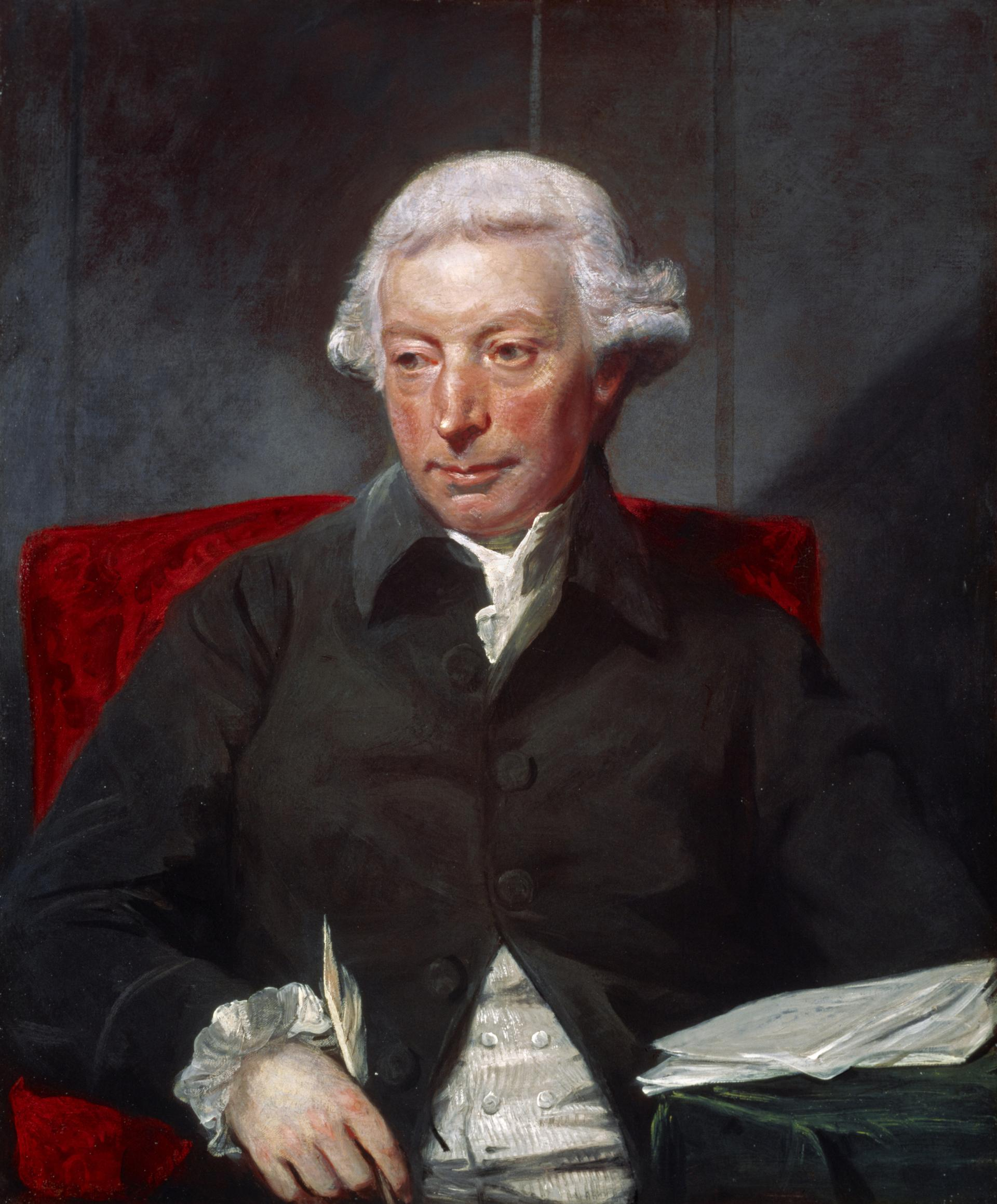
Adam Ferguson († 1816)

- 1816: Adam Ferguson, britischer Historiker und Sozialethiker der Aufklärung aus Schottland
- 1823: Carl Franz Edlinger, deutscher Maler und Zeichenlehrer
- 1825ː Eleanor Anne Porden, englische Dichterin
- 1826: Georg Libor Eyrich, deutscher römisch-katholischer Theologe und Hochschullehrer
- 1827: Charles Willson Peale, US-amerikanischer Porträt- und Landschaftsmaler
- 1828: Iwan Prokofjewitsch Prokofjew, russischer Bildhauer und Hochschullehrer
- 1828: Samuel Gottlieb Wald, deutscher evangelischer Theologe
- 1829: Adam Albert von Neipperg, österreichischer General und Staatsmann
- 1830: Carl Gottlob Heinrich Arndt, deutscher Geistlicher und Dompropst
- 1837: Karl Christian Daniel Baurschmidt, deutscher evangelischer Geistlicher und Pädagoge
- 1837: Adolf Friedrich von Scheve, deutscher Jurist
- 1841: Louis Joseph de Vichery, französischer General
- 1845: William Wellesley-Pole, 3. Earl of Mornington, irisch-britischer Marineoffizier, Politiker, Münzmeister und Generalpostmeister
- 1846: Carel Anton Fodor, niederländischer Komponist, Pianist und Dirigent
- 1846: Martin Stephan, deutsch-US-amerikanischer Geistlicher
- 1849: Alexander Fesca, deutscher Komponist und Pianist
- 1854: Johann Gottlieb Kreyßig, deutscher Pädagoge und Philologe
- 1869: Wilhelm Floto, deutscher Komödiendichter
- 1872: Ferdinand Kommerell, deutscher Mathematiker
- 1874: Heinrich von Maltzan, deutscher Orientalist und Schriftsteller

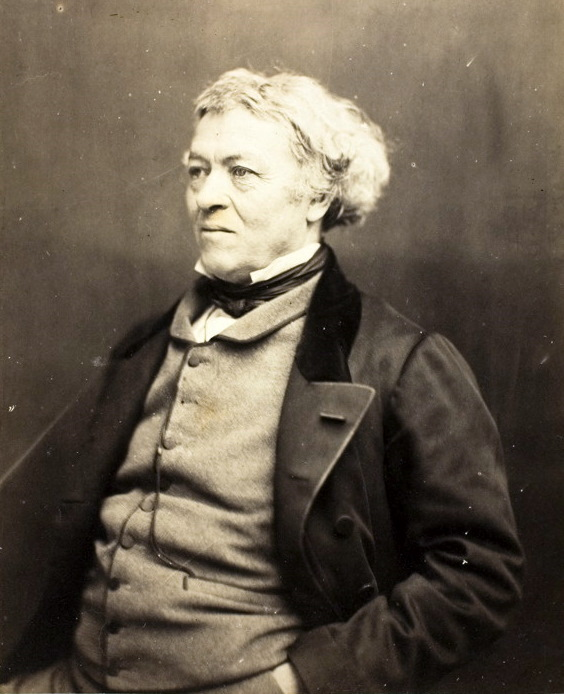
Jean-Baptiste Camille Corot († 1875)

- 1875: Jean-Baptiste Camille Corot, französischer Landschaftsmaler
- 1875: Charles Lyell, britischer Geologe

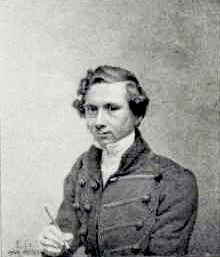
Eduard Gaertner († 1877)

- 1877: Eduard Gaertner, deutscher Vedutenmaler des Biedermeiers
- 1885: Eduard Feodor Gloeckner, deutscher Jurist und Ehrenbürger von Wittenberg

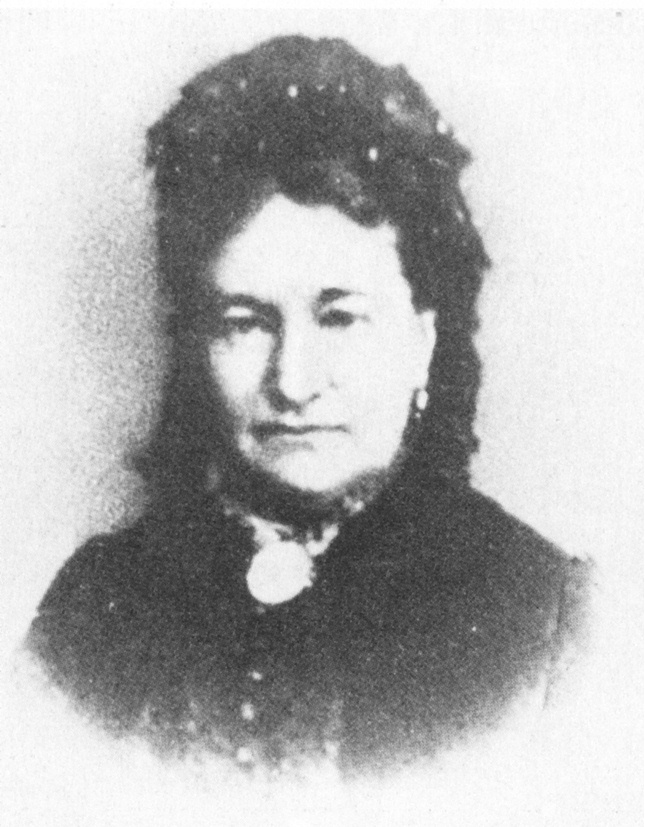
Marie Calm († 1887)

- 1887: Marie Calm, deutsche Schriftstellerin, Pädagogin und Frauenrechtlerin
- 1888: Jean-Delphin Alard, französischer Violinist und Komponist
- 1888: Moses Witbooi, Kaptein der Witbooi-Orlam
- 1889: Hermann von Görtz-Wrisberg, deutscher Jurist, Finanzfachmann und braunschweigischer Staatsminister
- 1890: Carl Bloch, dänischer Maler
- 1893: August Zillmer, deutscher Versicherungsmathematiker
- 1894: Michał Hórnik, sorbischer Geistlicher und Autor
- 1894: Habbo Gerhard Lolling, deutscher Archäologe
- 1898: Paul Ludwig Bassenge, deutscher Jurist, Unternehmer und Politiker, MdL
- 1898: Heungseon Daewongun, Regent des koreanischen Königreiches Joseon
- 1899: John Kruesi, Schweizer Maschinenbauer
- 1900: Ernst Christian Carl Kruse, deutscher Arzt und Politiker, MdL, MdR

### 20. Jahrhundert

#### 1901–1950
- 1901: Charles David Anderson, US-amerikanischer Plantagenbesitzer, Geschäftsmann, Jurist und General
- 1901: George Francis FitzGerald, irischer Physiker
- 1901: Georg Friedrich Steinmeyer, deutscher Orgelbauer

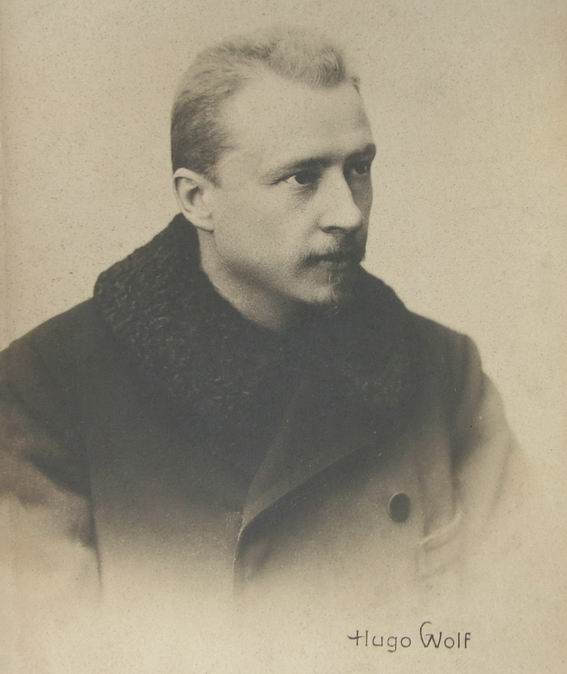
Hugo Wolf († 1903)

- 1903: Hugo Wolf, österreichischer Komponist
- 1904: Leslie Stephen, britischer Kleriker, Schriftsteller und Bergsteiger
- 1906: Edward Armitage, englischer Botaniker
- 1907: Franz Peterelli, Schweizer Landwirt, Jurist und Politiker
- 1912: Richard Andree, deutscher Geograph und Ethnograph
- 1913: Ferdinand de Saussure, Schweizer Sprachwissenschaftler
- 1913: Francisco Madero, mexikanischer Revolutionär und Staatspräsident
- 1915: Thor Lange, dänischer Schriftsteller und Übersetzer
- 1919: Christian Dietrich, deutscher evangelischer Geistlicher, Leiter des schwäbischen Altpietismus
- 1919: Perito Moreno, argentinischer Geograph, Anthropologe und Entdecker
- 1921: Hermann Vogel, deutscher Illustrator
- 1922: Dmitri Dmitrijewitsch Fjodorow, sowjetischer Flugzeugkonstrukteur
- 1923: Théophile Delcassé, französischer Staatsmann, Kriegs- und Außenminister
- 1923: Damdiny Süchbaatar, mongolischer kommunistischer Politiker
- 1925: Thomas Clifford Allbutt, britischer Arzt
- 1926: Bertha Wegmann, dänische Malerin

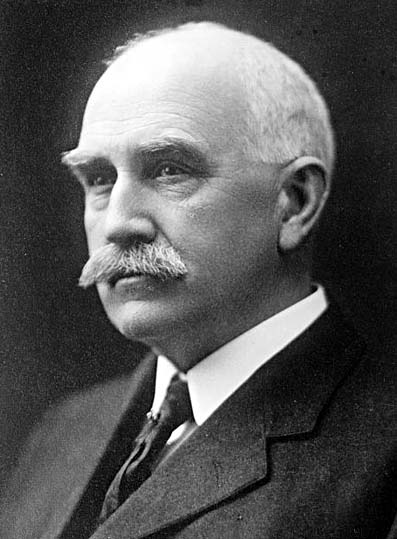
Judson Harmon († 1927)

- 1927: Judson Harmon, US-amerikanischer Politiker
- 1929: Gisela Staudigl, österreichische Opernsängerin
- 1929: Herman Henry Taylor, US-amerikanischer Politiker
- 1930: Carlo Perosi, italienischer Priester und Kurienkardinal
- 1932: George MacFarlane, US-amerikanischer Sänger und Schauspieler
- 1934: Anton Bulgari, österreichischer Schildermaler und Revolutionär
- 1934: Willem Kes, niederländischer Dirigent, Violinist und Komponist
- 1935: Elisabeth Bernoulli, Schweizer Frauenrechtlerin
- 1938: Miguel Llobet, spanischer Gitarrist und Komponist
- 1939ː Sophie Arnold-Zurbrügg, Schweizer Arbeiteraktivistin, Feministin und Kommunistin
- 1939: Antonio Machado, spanischer Lyriker
- 1940: Paul Trommsdorff, deutscher Bibliothekar
- 1940: Albert Willimsky, deutscher römisch-katholischer Priester, Widerstandskämpfer, Märtyrer
- 1942: August von Parseval, deutscher Luftschiffbauer
- 1943: Dmitri Michejewitsch Melkich, russischer Komponist
- 1943: Christoph Probst, deutscher Student und Widerstandskämpfer (Weiße Rose)
- 1943: Hans Scholl, deutscher Student und Widerstandskämpfer (Weiße Rose)
- 1943: Sophie Scholl, deutsche Studentin und Widerstandskämpferin (Weiße Rose)
- 1944: Fritz Schmenkel, deutscher Kommunist und Widerstandskämpfer gegen den Nationalsozialismus
- 1945: Heinrich Angermeier, deutscher Politiker
- 1945: Anne Marie Carl-Nielsen, dänische Bildhauerin
- 1946: Johannes Andreas Jolles, niederländischer Literaturwissenschaftler
- 1949: Félix Hubert d’Hérelle, britisch-kanadischer Biologe

#### 1951–2000
- 1953: Albertine Assor, deutsche Diakonisse
- 1955: Otto Büttner, deutscher Mediziner und Hochschullehrer

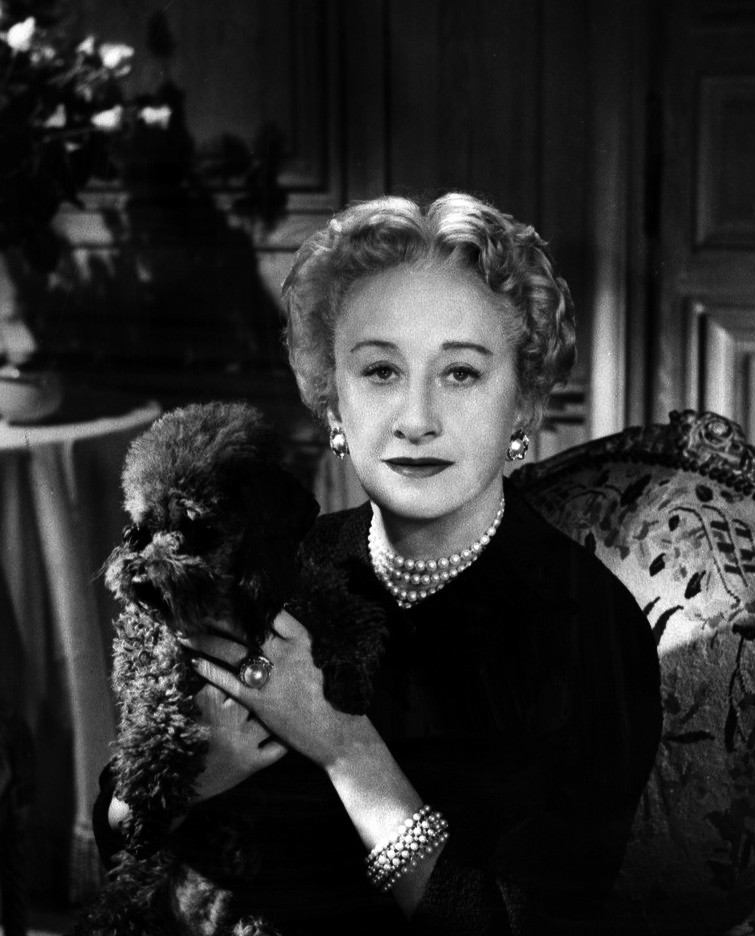
Hattie Carnegie († 1956)

- 1956: Hattie Carnegie, US-amerikanische Schmuck- und Modedesignerin
- 1959: Robert Noorduyn, niederländisch-US-amerikanischer Flugzeugentwickler und -hersteller
- 1959: Herbert Tengelmann, deutscher Jurist, Kaufmann und Industrieller
- 1960: Paul-Émile Borduas, kanadischer Maler
- 1961: Nick LaRocca, US-amerikanischer Kornettist, Bandleader und Jazzpionier
- 1965: Beulah Armstrong, US-amerikanische Mathematikerin
- 1965: Richard W. Leche, US-amerikanischer Politiker
- 1966: Hermann Haack, deutscher Kartograph
- 1967: Fritz Erler, deutscher Politiker, MdL, MdB
- 1968: Frank E. Adcock, britischer Althistoriker
- 1968: Peter Arno, US-amerikanischer Cartoonist

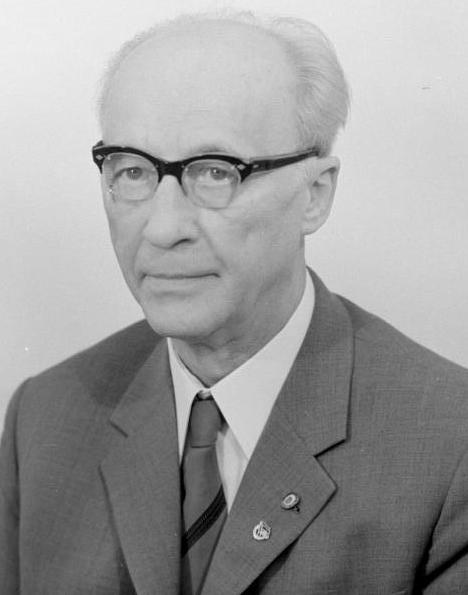
Johannes Dieckmann († 1969)

- 1969: Johannes Dieckmann, deutscher Journalist, Präsident der Volkskammer, stellvertretender Vorsitzender des Staatsrates der DDR
- 1971: Pierre Caron, französischer Drehbuchautor, Filmregisseur und -produzent
- 1971: Henry Deyglun, kanadischer Schauspieler, Regisseur und Autor französischer Herkunft
- 1971: Rudolf Mauersberger, deutscher Chorleiter und Komponist
- 1972: Paul Grüninger, Schweizer Polizeihauptmann
- 1973: Eduard Andorfer, österreichischer Kunsthistoriker
- 1973: Elizabeth Bowen, britische Schriftstellerin
- 1975: Adolf Hennecke, deutscher Bergmann
- 1975: Oskar Perron, deutscher Mathematiker
- 1976: Florence Ballard, US-amerikanische Musikerin (Supremes)
- 1976: Michael Polanyi, ungarisch-britischer Chemiker und Philosoph
- 1976: Daniel Porthault, französischer Autorennfahrer
- 1977: Marcel Anghelescu, rumänischer Schauspieler
- 1978: Hal Borland, US-amerikanischer Schriftsteller
- 1978: Joachim Büchner, deutscher Leichtathlet
- 1978: Karl Plunder, österreichischer Pädagoge und Botaniker
- 1980: Jean André, französischer Filmarchitekt und Ausstatter

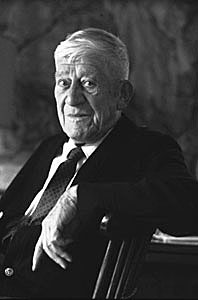
Oskar Kokoschka († 1980)

- 1980: Oskar Kokoschka, österreichischer Maler, Grafiker und Schriftsteller des Expressionismus und der Wiener Moderne
- 1980: Jerzy Lefeld, polnischer Komponist, Pianist und Musikpädagoge
- 1981: Hans Arnold, deutscher SPD-Politiker
- 1981: Curtis Bernhardt, deutsch-US-amerikanischer Regisseur
- 1981: Guy Butler, britischer Leichtathlet, Olympiasieger
- 1982: Arie den Arend, niederländischer Komponist und Organist
- 1983: Hermann Böhm, deutscher Motorradrennfahrer
- 1983: Adrian Boult, britischer Dirigent
- 1983: Romain Maes, belgischer Radrennfahrer
- 1984: Wilhelm Müller, deutscher Feldhandballspieler
- 1985: Emilie Kiep-Altenloh, deutsche Politikerin, MdR, MdL, MdB, Mitbegründerin des Paritätischen Wohlfahrtsverbandes
- 1985: Albert Volkmann, deutscher Schach-Problemkomponist
- 1985: Efrem Zimbalist, US-amerikanischer Geigenvirtuose und Komponist, Dirigent und Musikpädagoge
- 1987: Dorothea von Arronet, deutschbaltische Malerin, Illustratorin und Grafikerin
- 1987: Hildegard Domizlaff, deutsche Bildhauerin, Holzschnitt- und Schmuckkünstlerin
- 1987: Alberto Echagüe, argentinischer Sänger und Liedtexter

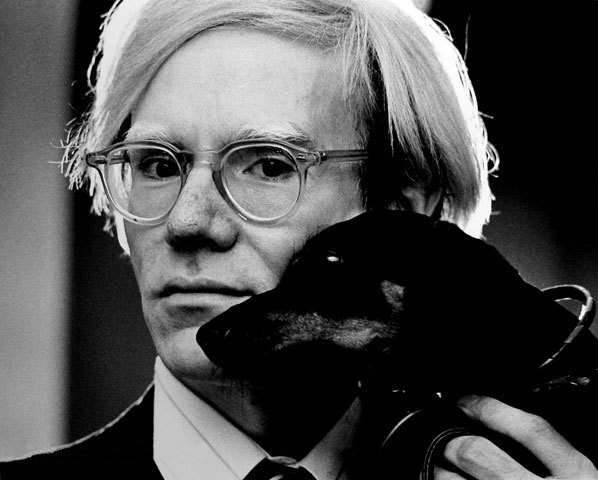
Andy Warhol († 1987)

- 1987: Andy Warhol, US-amerikanischer Grafiker, Künstler, Filmemacher und Verleger, Mitbegründer und Hauptvertreter der amerikanischen Pop Art
- 1989: Moisés da Costa Amaral, osttimoresischer Politiker
- 1989ː Irmgard Neumann, deutsche Politikerin (DBD); Mitglied des Staatsrats der DDR
- 1989: Sándor Márai, ungarischer Schriftsteller
- 1990: Aida Tsunao, japanischer Dichter
- 1991: Ladislav Fialka, tschechoslowakischer Pantomime, Schauspieler, Choreograf, Theaterleiter und Professor
- 1991: Richard Reich, Schweizer Journalist und Politiker
- 1992: Tadeusz Łomnicki, polnischer Schauspieler
- 1993: Mabel Barnes, US-amerikanische Mathematikerin
- 1993: Hugo Schrader, deutscher Schauspieler
- 1994: Papa John Creach, US-amerikanischer Geiger
- 1994: Hans Hürlimann, Schweizer Politiker
- 1994: Lore Lorentz, deutsche Kabarettistin
- 1998: José María de Areilza, spanischer Diplomat und Politiker
- 1998: Clemens Eich, deutscher Schauspieler und Schriftsteller

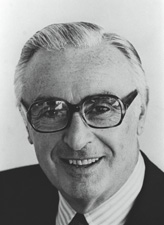
Abraham A. Ribicoff († 1998)

- 1998: Abraham A. Ribicoff, US-amerikanischer Politiker
- 1999: Erhard Fappani, Schweizer Maler
- 1999: Charles Gerhardt, US-amerikanischer Dirigent und Arrangeur, Toningenieur und Musikproduzent
- 2000: Hubert Aratym, österreichischer Maler
- 2000: Antonio Arguedas Mendieta, bolivianischer Politiker
- 2000: Dieter Borkowski, deutscher Schriftsteller, Journalist und Historiker
- 2000: Louis Mennini, US-amerikanischer Komponist und Musikpädagoge

### 21. Jahrhundert
- 2001: John Aloysius Fahey, amerikanischer Fingerstyle-Gitarrist und -Komponist, Musikwissenschaftler, Plattenlabel-Gründer
- 2002: Raymond Firth, neuseeländischer Ethnologe
- 2002: Chuck Jones, US-amerikanischer Comiczeichner und Filmregisseur

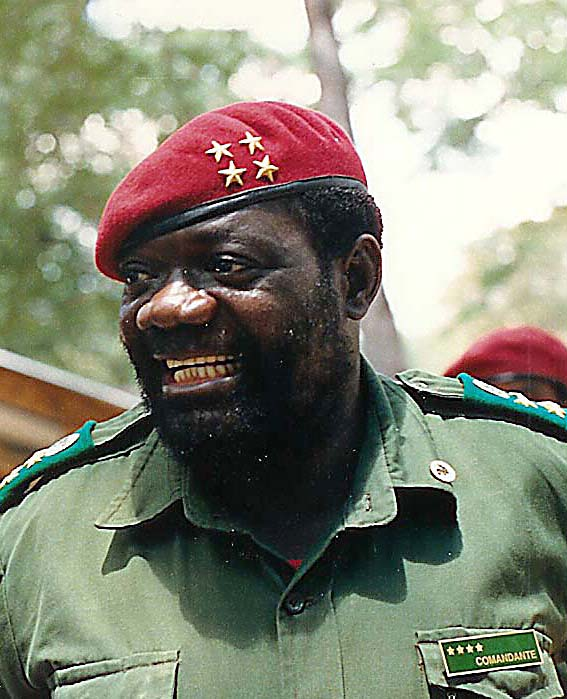
Jonas Savimbi († 2002)

- 2002: Jonas Savimbi, angolanischer Politiker und Rebellenführer
- 2002: Barbara Valentin, österreichische Schauspielerin
- 2002: Ronnie Verrell, britischer Jazz-Schlagzeuger
- 2003: Frank Callaway, neuseeländischer Musiker, Musikpädagoge und Musikadministrator
- 2003: Kurt Gscheidle, deutscher Gewerkschafter, Politiker, MdB, Bundesminister
- 2004: Rolf Gillhausen, deutscher Reportagefotograf und Journalist
- 2004: Roque Máspoli, uruguayischer Fußballspieler und -trainer
- 2005: Willi Bartels, deutscher Rennfahrer
- 2005: Zdzisław Beksiński, polnischer Maler und Grafiker
- 2005: Honoré Bonnet, französischer Alpinskitrainer
- 2005: Luigi Giussani, italienischer katholischer Priester (Comunione e Liberazione), Päpstlicher Ehrenprälat
- 2005: Lee Eun-ju, südkoreanische Schauspielerin
- 2005: Simone Simon, französische Schauspielerin
- 2006: Hilde Domin, deutsche Lyrikerin
- 2007: Lothar-Günther Buchheim, deutscher Schriftsteller, Maler, Kunstsammler und Verleger
- 2007: Dennis Johnson, US-amerikanischer Basketballspieler
- 2008: Hugo Assmann, brasilianischer Theologe
- 2008: Candido Cannavò, italienischer Sportjournalist

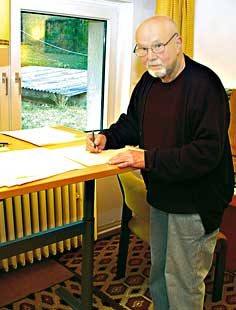
Günther Kochan († 2009)

- 2009: Günter Kochan, deutscher Komponist
- 2009: Leo Mülfarth, deutscher Autor und Hochschullehrer
- 2009: Howard Zieff, US-amerikanischer Regisseur
- 2010: Karola Ágai, ungarische Opernsängerin (Koloratursopran)
- 2010: Juan Ángel Belda Dardiñá, spanischer Jurist, Priester und Theologe, Bischof von Jaca, Bischof von León
- 2010: Zdena Frýbová, tschechische Schriftstellerin
- 2010: Günter Freiherr von Gravenreuth, deutscher Rechtsanwalt und Verleger
- 2010: Margret van Munster, deutsche Schauspielerin
- 2012: Marie Colvin, US-amerikanische Journalistin
- 2012: Rémi Ochlik, französischer Fotograf
- 2013: Ernst Breit, deutscher Gewerkschaftsfunktionär
- 2013: Wolfgang Sawallisch, deutscher Dirigent
- 2015: Charles Kálmán, österreichischer Komponist
- 2015: Konrad Toenz, Schweizer Radiojournalist und Fernsehmoderator
- 2015: Alison Seebohm, britische Schauspielerin
- 2016: Douglas Slocombe, britischer Kameramann
- 2016: Erika Stiska, deutsche Schauspielerin
- 2017: Fritz Koenig, deutscher Bildhauer
- 2017: Martin Lüttge, deutscher Schauspieler und Regisseur
- 2018: Nanette Fabray, US-amerikanische Schauspielerin
- 2018: Walentin Michailowitsch Falin, sowjetischer Diplomat
- 2018: Herbert Kraus, österreichischer Wirtschaftswissenschaftler
- 2018: Richard Edward Taylor, kanadischer Physiker und Nobelpreisträger
- 2021: Roy Addison, britischer Boxer
- 2021: Lawrence Ferlinghetti, US-amerikanischer Dichter, Schriftsteller und Verleger
- 2022: Mark Lanegan, US-amerikanischer Grunge-Musiker
- 2022: Alexander Siebenhaar-Schmidweber, Schweizer Ruderer
- 2023: Guremu Demboba, äthiopischer Radsportler
- 2024: Edith Ceccarelli, US-amerikanische Supercentenarian

## Feier- und Gedenktage
- Kirchliche Gedenktage
  - Bartholomäus Ziegenbalg, deutscher Glaubensbote in Indien (evangelisch)
  - Kathedra Petri (katholisch (nicht in Paris))
- Namenstage
  - Isabella
- Weitere
  - Thinking Day

Weitere Einträge enthält die Liste von Gedenk- und Aktionstagen.